# Conquistas musulmanas de Afganistán
Las conquistas musulmanas de Afganistán comenzaron durante la conquista musulmana de Persia cuando los musulmanes árabes emigraron hacia el este a Jorasán, Sistán y Transoxiana, después de quince años de la batalla de Nahāvand, controlaron todos los dominios de Sasán, excepto el sur y el este de Afganistán. La islamización completa no se logró hasta el período comprendido entre el siglo X y el XII bajo las dinastías de los Gaznávidas y de los Gúridas que patrocinaron las instituciones religiosas musulmanas.

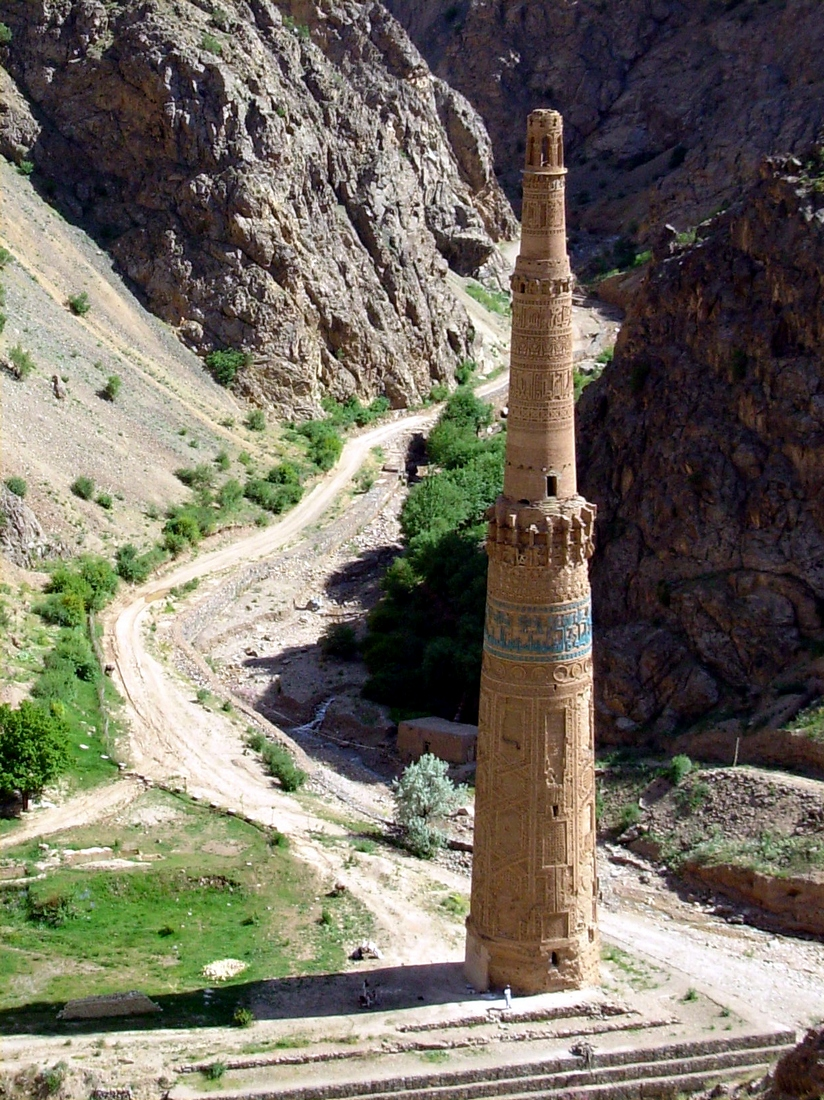
Minarete de Jam construido entre los años 1163 al 1202 por el Imperio gúrida.

Jorasán y Sistán, donde el zoroastrismo estaba bien establecido, fueron conquistados. Los árabes habían comenzado a moverse hacia las tierras al este de Persia y en el año 652 capturaron la ciudad de Herat, estableciendo allí un gobernador árabe. La frontera musulmana en el Afganistán moderno se había estabilizado después del primer siglo del calendario de la Hégira a medida que disminuía la importancia relativa de las áreas afganas. Según la evidencia histórica, parece que Tocaristán (Bactria) fue la única área fuertemente conquistada por los árabes donde floreció el budismo. Cabe mencionar que la conquista final de Balj fue emprendida por Qutayba ibn Muslim en el año 705. Hui'Chao, quien la visitó alrededor del 726, menciona que los árabes la gobernaban y que todos los habitantes eran budistas.
En ocasiones, las regiones orientales de Afganistán se consideraron políticamente parte de la India. El budismo y el hinduismo dominaron la región hasta la conquista musulmana. Kabul y Zabulistán, que albergaban el budismo y otras religiones indias, ofrecieron una dura resistencia al avance musulmán durante dos siglos, y los Shahis de Kabul y los Zunbiles permanecieron invictos hasta las conquistas de los Safáridas y Gaznávidas. La importancia del reino de Zun y sus gobernantes, Zunbiles, se habían puesto en ellos bloqueando el camino de los árabes para invadir el valle del Indo.
El califa Al-Ma'mun (r. 813–833 d. C.) recibió el doble del tributo de los Rutbil. Las suyas fueron las últimas expediciones árabes en Kabul y Zabul. El rey de Kabul fue capturado por él y convertido al islam. El último Zunbil fue asesinado por Ya'qub bin al-Layth junto con su antiguo señor Salih b. al-Nadr en 865. Mientras tanto, los Shahis hindúes de Kabul fueron derrotados bajo Mahmud de Ghazni. Los soldados indios eran parte del ejército gaznávida, Baihaki mencionó a los oficiales hindúes empleados por Ma'sud. El erudito musulmán del siglo XIV Ibn Battuta describió el Hindu Kush como "asesino de indios", porque un gran número de esclavos traídos de la India murieron a causa de su clima traicionero.
El geógrafo Ya'qubi afirma que los gobernantes de Bamiyán, llamados Sher, se convirtieron a finales del siglo VIII. Se registra que Ya'qub saqueó sus ídolos paganos en 870, mientras que el historiador mucho más posterior Shabankara'i afirma que Alp-Tegin obtuvo la conversión de su gobernante en 962. No se estableció ningún control árabe permanente en Ghur y se islamizó después de las razias gaznávidas. En la época de Bahram-Shah, Ghur se convirtió y se unió políticamente.
A finales del siglo XV, Babur, el fundador del Imperio Mogol, llegó de Ferganá y capturó Kabul de manos de la dinastía Arghun. Entre los siglos XVI y XVIII, el emperador mogol Shah Jahan y Aurangzeb gobernaron partes del territorio oriental.
El hábitat afgano durante su conquista por Mahmud estaba ubicado en las montañas Sulaiman en el sur de Afganistán. Fueron reclutados tanto por Sabuktigin como por Mahmud según Tarikh-i-Yamini. Antes de la migración pastún al valle del río Kabul, los tayikos formaban la población dominante de Kabul, Nangarhar, el valle de Logar y Lagmán en el este de Afganistán. Los pastunes más tarde comenzaron a migrar hacia el oeste desde las montañas de Sulaiman en el sur, y desplazaron o subyugaron a las poblaciones indígenas como los tayikos, gazaras o los farsiwanis, antes o durante los siglos XVI y XVII. La sucesiva ola de inmigración pastún desplazó a los pueblos kafir y pashayi originales del valle de Kunar y del valle de Lagmán, las dos provincias orientales cercanas a Jalalabad, a las montañas menos fértiles.
Antes de su conversión, el pueblo kafir de Kafiristán practicaba una forma de hinduismo antiguo infundido con acreciones desarrolladas localmente. La región de Nuristán a Cachemira (llamada Peristán por A. M. Cacopardo) fue sede de una gran cantidad de culturas "Kafir". Fueron llamados Kafirs debido a su paganismo perdurable, permaneciendo políticamente independientes hasta que fueron conquistados y convertidos por la fuerza por el afgano Amir Abdul Rahman Khan en 1895-1896, mientras que otros también se convirtieron para evitar pagar la yizia o impuesto a los no musulmanes.

## Conquistas árabes

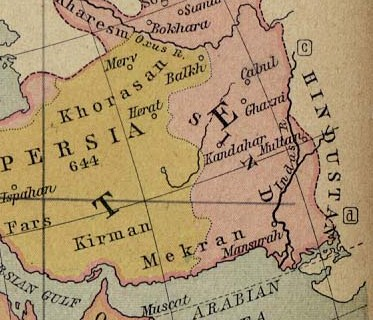
Nombres de territorios durante el Califato.

Durante la conquista musulmana de Persia, los árabes fueron atraídos hacia el este desde las llanuras iraquíes hasta el centro y este de Persia, luego a Media, a Jorasán, Sistán y Transoxania. Quince años después de la batalla de Nahāvand, los árabes controlaban todo el territorio del antiguo imperio sasánida excepto las partes del actual Afganistán y Makrán. Nancy Dupree afirma que el avance árabes llevaba la religión del Islam se apoderaron fácilmente de Herat y Sistán, pero las otras áreas a menudo se rebelaron y volvieron a convertirse a sus antiguas creencias cuando los ejércitos árabes se retiraron. La dureza del dominio árabe hizo que las dinastías nativas se rebelaran después de que el poder árabe se debilitara como los safáridas fundados por el fanático Yaqub, que conquistaron muchas ciudades de la región.
Los eruditos islámicos medievales dividían la región del actual Afganistán en dos provincias: Jorasán y Sistán. Jorasán era la satrapía oriental del Imperio Sasánida, que contenía a Balj y Herat. Sistán incluía varias ciudades y regiones actualmente afganas, incluidas Gazni, Zarang, Bost, Qandahar (también llamada al-Rukhkhaj o Zamindawar), Kabul, Kabulistan y Zabulistán.
Antes del dominio musulmán, tanto la parte oriental de Jorasán con Balj (capital de la zona conocida como Bactria o Tocaristán) y Herat como Sistán estaban bajo el dominio sasánida. Más al sur, en las proximidades de Balj, en Bamiyán, las indicaciones de autoridad sasánida disminuyen, habiendo evidencias de una dinastía local que parece gobernar desde la antigüedad tardía, probablemente heftalitas sujetos a los yabgu de los turcos occidentales. Si bien Herat estaba controlada por los sasánidas, las tierras del interior de su región estaban controladas por los heftalitas del norte que continuaron gobernando las montañas y valles fluviales alrededor de Gaur hasta bien entrada la era islámica. Aunque Sistán cayó bajo el dominio de los árabes tras la conquista del imperio sasánida, zonas como Qandahar permanecieron fuera del dominio árabe. Kabul y Zabulistán, mientras, albergaron religiones índicas con los Zunbils y Shahis de Kabul que ofrecieron una dura resistencia al dominio musulmán durante dos siglos hasta las conquistas safáridas y gaznávidas.
En Afganistán, la frontera de la conquista islámica se volvió más o menos estacionaria a fines del primer siglo del calendario musulmán. Una razón fue que la importancia relativa de Sistán y Baluchistán había comenzado a disminuir en la época de Mu'awiyah I, cuando se emprendieron las conquistas de Bactria y Transoxania. Además, la conquista en la dirección oriental se extendió a Makrán y Sind, donde se establecieron colonias musulmanas en 711-12.

### Sistán

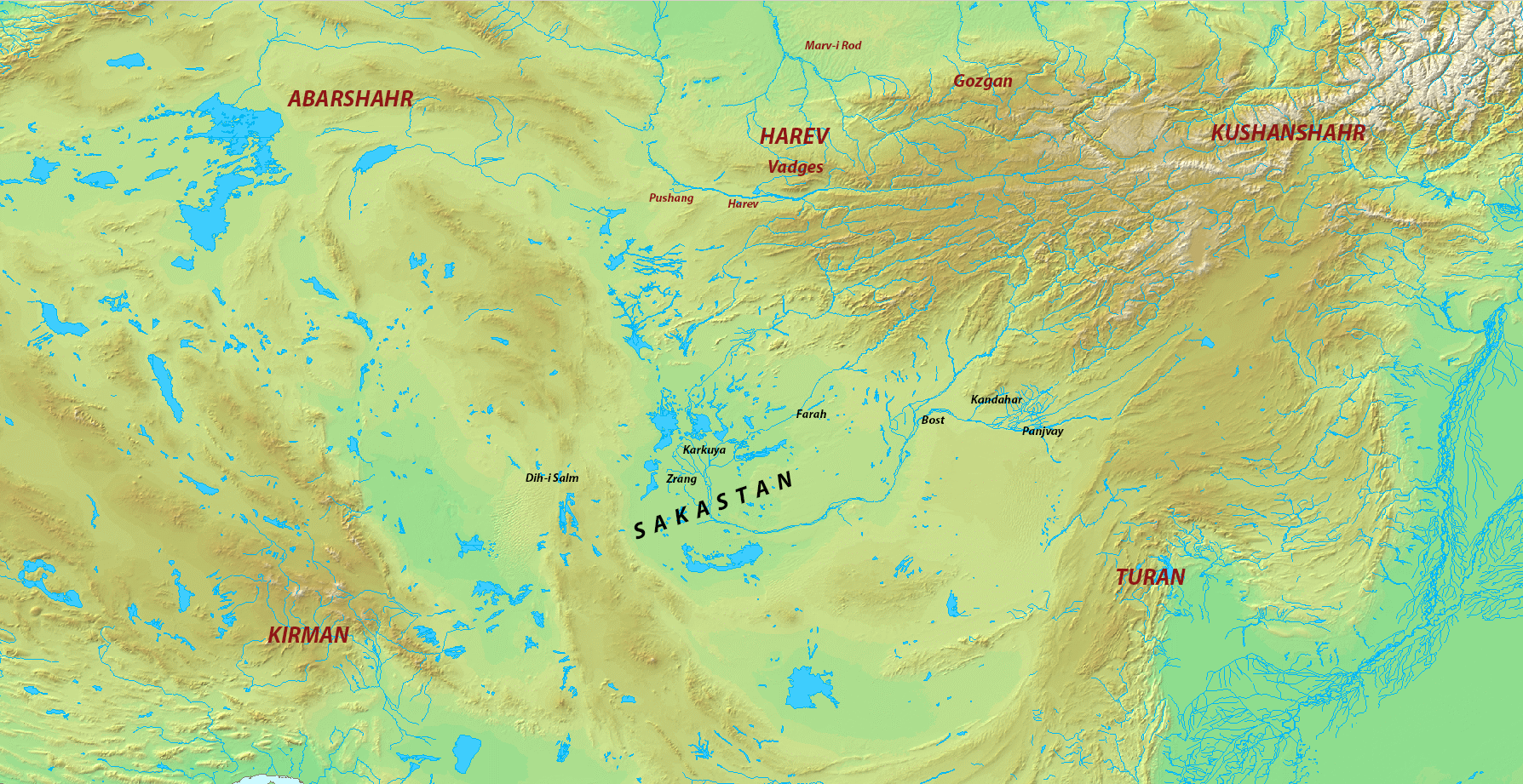
Mapa de Sistán bajo el Imperio Sasánida.

Los primeros árabes llamaron a la región de Sistán por el nombre Sijistán, del persa Sagestán. Es una región de tierras bajas, que se extiende alrededor y hacia el este del lago Zarah e incluye los deltas de Helmand y otros ríos que desembocan en él. La conquista musulmana de Sistán comenzó en el año 23 del calendario islámico (643-644 d. C) cuando Asim bin Amr y Abdallah ibn Amir invadieron la región y sitiaron Zaranj. Los sistanis firmaron un tratado con los musulmanes que les obligaba a pagar el jarach, impuesto típico de los territorios conquistados.
El rey sasánida Yazdegerd III, con problemas económicos, había huido con un gran séquito a Kermán en 650. Tuvo que huir de Kermán a Sistán después de que su arrogancia enfureciera al marzbán del lugar, eludiendo a una fuerza árabe de Basora que derrotó y mató a al marzban. Yazdegerd perdió el apoyo del gobernador de Sistán después de exigirle impuestos y tuvo que irse a Merv. No se sabe si el gobernador en ese momento era un príncipe sasánida o un magnate local. Los árabes habían hecho campaña en Sistán unos años antes y Abdallah b. Amir ahora emprendió una campaña en busca de Yazdegerd. Llegó a Kermán en 651 y envió una fuerza comandada por Rabi ibn Ziyad al-Harithi a Sistán.
Rabi cruzó el desierto entre Kerman y Sistán, llegando a la fortaleza de Zilaq, que estaba a cinco parasangas de la frontera de Sistán. El fuerte fue rendido por su dihqan. La fortaleza de Karkuya, cuyo templo de fuego se menciona en el Tarikh-e-Sistan de autor anónimo, junto con Haysun y Nashrudh, se rindió a Rabi. Rabi luego acampó en Zaliq y proyectó la toma de Zarang, que aunque antes se había sometido a los árabes, necesitaba ser sometida nuevamente. Aunque su marzaban Aparviz opuso una fuerte resistencia, se vio obligado a rendirse.
Las fuerzas de Zaranj habían sufrido muchas bajas durante la batalla con las fuerzas árabes y fueron obligadas a regresar a la ciudad. Según las fuentes, cuando Aparviz apareció ante Rabi para discutir los términos de una paz, encontró que el general árabe estaba sentado en una silla hecha con dos soldados muertos y su séquito había recibido instrucciones de hacer asientos y cojines de la misma manera. Aparviz se vio aterrorizado hasta la sumisión, deseando salvar a su gente de este destino. Se concluyó un tratado de paz con el pago de fuertes cuotas. El tratado ordenaba un millón de dirhams como tributo anual, además de 1.000 niños esclavos que llevaban 1.000 vasijas de oro. La ciudad fue guarnecida por Rabi.
Rabi logró así ganar Zarang con considerable dificultad y permaneció en el lugar durante varios años. Dos años más tarde, la gente de Zarang se rebeló y expulsó al gobernador y la guarnición de Rabi. Abdallah b. Amir envió a 'Abd ar-Rahman b. Samura a recuperar la ciudad, quien también agregó Bust y Zabul a las ganancias árabes. 'Abd ar-Rahman sitió Zaranj y después de que el marzbán se rindió, el tributo se duplicó. El tributo impuesto a Zarang fue de 2 millones de dirhams y 2.000 esclavos.
Durante el período de la primera guerra civil en el califato árabe (656-661), los rebeldes en Zarang encarcelaron a su gobernador mientras los bandidos árabes comenzaron a asaltar pueblos remotos en Sistán para esclavizar a la gente. Se rindieron ante el nuevo gobernador Rib'i, quien tomó el control de la ciudad y restauró la ley y el orden. 'Abdallah b. Amir fue nombrado gobernador de Basora y sus dependencias orientales nuevamente del 661 al 664. Samura fue enviado de regreso a Sistán en 661. Se envió una expedición a Jorasán al mando de Samura, un coraichita, que incluía líderes reputados como 'Umar b. 'Ubaydillah b. Ma'mar, 'Abdullah b. Khazim, Catarí b. al-Fuja'a y Al-Muhallab ibn Abi Sufra. Conquistó Zarang, atacó al gobernante de Zabulistán, Zunbil, y entró en Kabul después de un breve asedio.
Ziyad ibn Abihi fue nombrado gobernador de Basora en 664 y también fue nombrado gobernador de Kufa y sus dependencias en 670, convirtiéndolo en virrey de toda la mitad oriental del imperio islámico. Envió a su pariente Ubaydallah b. Abi Bakra a destruir los templos de fuego de Zoroastro en Fars y Sistán, confiscar sus propiedades y matar a sus sacerdotes. Mientras que el templo del fuego de Kariyan fue destruido, el de Karkuya sobrevivió junto con su herbad. El hijo de Ziyad, Abbad, fue nombrado gobernador de Sijistán por Mu'awiya I en 673 y sirvió hasta 681. Durante el transcurso de su mandato como gobernador, la provincia aparentemente permaneció estable y Abbad dirigió una expedición hacia el este que incorporó Kandahar al califato. El califa Yazid I reemplazó a Abbad con su hermano Salm, que ya era gobernador de Jorasán.

### Jorasán

Jorasán, Transoxiana y Tocaristán en el.

Existe un acuerdo general entre las fuentes árabes de que la conquista de Jorasán comenzó en el reinado de Uthmán bajo Abdallah b. Amir que había sido nombrado gobernador de Basora (r. 649-655). Sin embargo, la tradición de Sayf no está de acuerdo con esto, que data del año 639 bajo el reinado de Umar con Ahnaf ibn Qais a la cabeza de la expedición. Mientras tanto, Al-Tabari relata que las conquistas de Ahnaf ocurrieron en 643. Esto podría deberse a la confusión de las actividades posteriores de Ahnaf bajo Ibn Amir y un intento de magnificar su papel en la conquista de Jorasán.
La conquista del sur de Persia se completó en el año 23 tras la Hégira (643-644 d. C.), siendo Jorasán la única región del imperio sasánida que quedaba sin conquistar. Dado que los musulmanes no querían que ninguna tierra persa permaneciera bajo el dominio persa, Umar ordenó su sumisión a Ahnaf b. Qais. Después de capturar las ciudades de Tabas y Tun, atacó la ciudad más oriental de la región, Herat. Los persas opusieron una dura resistencia, pero fueron derrotados y se rindieron. Se desplegó una guarnición en la ciudad, mientras que se destacó una columna que subyugó a Nishapur y Tus. Umar había enviado a Ahnaf con 12.000 hombres de Kufa y Basora en persecución del depuesto rey persa Yazdgerd III, que había huido a Merv. Después de que los árabes llegaron allí, Yazdegerd huyó a Marw al-Rudh desde donde envió embajadores al khaqan de los turcos, al gobernante de Sogdia y al emperador chino, pidiendo su ayuda. Yazdegerd huyó más tarde a Balj, donde fue derrotado por los árabes y huyó a través del río Oxus.
Umar prohibió a Ahnaf cruzar el río ya que la tierra más allá era desconocida para los árabes y estaba muy lejos para ellos. Yazdegerd se dirigió a Sogdia, cuyo gobernante le proporcionó un gran ejército. El khaqan de los turcos después de reunir las tropas de Ferganá, cruzó el Oxus junto con Yazdegerd y marchó a Balj. Ribi 'b. Amir mientras tanto se retiró con las tropas de Kufa a Marw al-Rudh, donde se unió a al-Ahnaf. El rey sasánida y el khaqan dirigían un ejército de 50.000 jinetes compuesto por hombres de Sogdia, Turkestán, Balj y Tocaristán, llegaron a Marw al-Rudh. Ahnaf tenía un ejército de 20.000 hombres. Los dos bandos lucharon entre sí desde la mañana hasta la noche durante dos meses en un lugar llamado Deir al-Ahnaf.
La lucha en Deir al-Ahnaf continuó hasta que Ahnaf, después de ser informado de que un jefe turco inspeccionaba los puestos de avanzada, fue allí durante una noche en particular y mató sucesivamente a tres jefes turcos durante su inspección. Después de enterarse de sus muertes, Khakan se vio afectado por ella y se retiró a Balj, luego se retiró al otro lado del río hacia Turkestán. Mientras tanto, Yazdegerd partió de Marw al-Rudh a Merv, de donde tomó el tesoro de su imperio y se dirigió a Balj para unirse al khaqan. Comunicó a su corte que quería entregarse a la protección de los turcos, pero ellos le desaconsejaron ese curso de acción y le pidieron que buscara protección de los árabes, a lo que se negó. Partió hacia Turquestán mientras sus funcionarios se llevaban sus tesoros y se los daban a Ahnaf, sometiéndose a los árabes a cambio de que les permitieran regresar a sus respectivos hogares.
Abdullah b. Amir fue a Jorasán desde Kerman en 650 y envió junto con una vanguardia de árabes tamimis y 1.000 asawira a través de Kuhistán. El pueblo de Tabasayn había roto su tratado de paz y se había aliado con los heftalitas de Herat. Al-Ahnaf reconquistó Kuhistán y derrotó a los heftalitas de Herat en Nishapur. El kanarang o marzaban de Tus pidió ayuda a los árabes contra las incursiones heftalitas de Herat y Badghis y aceptó un acuerdo de paz por 600.000 dinares.
La acción heftalita llevó a los musulmanes a emprender una operación militar para asegurar sus posiciones en Jorasán. Después de la caída de Tus, Ibn Amir envió un ejército contra Herat. El gobernante (marzaban o azim) del lugar acordó un tratado de paz para Herat, Badghis y Pushang por un tributo de 1 millón de dirhams. El gobernante que era conocido como azim o el "poderoso" en Futuh al-Buldan, pudo haber sido un jefe heftalita. Los califas bien guiados siguieron el precedente de Mahoma de imponer la yizia sobre varios organismos de forma conjunta y en algunos casos también impusieron la condición que acogen a los musulmanes. Esta regla se siguió en la mayoría de las ciudades iraníes y la yizia no se especificó sobre una base per cápita, sino que se dejó a los gobernantes locales, aunque algunos comandantes musulmanes enfatizaron la cantidad en la capacidad de pago del gobernante. La misma redacción se puede ver en el tratado de Ibn Amir.
En 652, Ibn Amir envió a al-Ahnaf a invadir Tocaristán con 4.000 árabes y 1.000 musulmanes iraníes (evidentemente los tamimis y asawira de la campaña previa), probablemente debido al apoyo de su gobernante al hijo del depuesto sha persa Yazdgerd, Peroz. Mientras que la guarnición de Marw al-Rudh acordó una paz para todo el distrito a cambio de 300.000 dirhams, la ciudad en sí permaneció sitiada. El último gran bastión de los sasánidas, Marw al-Rudh, cayó finalmente después de una feroz batalla. Después de sangrientos combates, su marzabán acordó un tratado de paz por 60.000 o 600.000 dirhams, así como un pacto de defensa mutua. También se le permitió conservar sus tierras ancestrales, para que el cargo de marzabán fuera hereditario en su familia y estuviera exento de impuestos junto con toda su familia. Baladhuri cita a Abu Ubayda diciendo que los turcos estaban apoyando a los habitantes de la ciudad. Estos turcos eran heftalitas, probablemente de Guzgán, lo que puede explicar la razón por la que los árabes atacaron a continuación a Guzgán, Faryab y Talqan.
Al-Mada'ini afirma específicamente que Ahnaf, mientras dirigía la próxima expedición, no quería pedir ayuda a los no musulmanes de Marw al-Rudh, probablemente porque no confiaba en ellos. Los árabes acamparon en Qasr al-Ahnaf, a un día de marcha al norte de Marw al-Rudh. El ejército de 30.000 efectivos que comprende tropas de Guzgan, Faryab y Talqan, con el apoyo de tropas de Chaghania avanzaron para encontrarse con ellos. La batalla no fue concluyente, pero el bando contrario se dispersó y algunos permanecieron en Guzgán, mientras que los árabes se retiraron a Marw al-Rudh. Ahnaf envió una expedición, dirigida por al-Aqra 'b. Habis y aparentemente compuesto exclusivamente por tamimis, a Guzgan. Los árabes derrotaron a la guarnición de Guzgán y entraron por la fuerza. Mientras tanto, Ahnaf avanzó hacia Balj, haciendo tratados de paz con Faryab y Taloqan en el camino.
La pacificación permanente de Jorasán fue un asunto prolongado con los potentados locales a menudo se rebelándose y apelando en busca de ayuda a potencias externas como los heftalitas, los turcos occidentales o turgueses, los sogdianos y el imperio chino (que reclamaban un grado de soberanía sobre Asia central). Un año después de la muerte de Yazdegerd, un notable local iraní llamado Qarin inició una revuelta contra los árabes en Quhistán. Reunió a sus partidarios de Tabasayn, Herat y Badghis, amasando un ejército de 40.000 insurgentes contra los árabes en Jorasán. Sin embargo, los árabes hicieron un ataque sorpresa, matándolo a él y a muchos de sus partidarios, mientras que muchos otros fueron tomados cautivos. Se esperaba que el pueblo recientemente subyugado se rebelara. Sin embargo, en Jorasán, no parece que se haya realizado ningún esfuerzo total para expulsar a los árabes después de la rebelión de Qarin. Las fuentes chinas afirman que hubo un intento de restaurar Peroz por parte del ejército de Tocaristán, sin embargo este episodio no está confirmado por fuentes árabes.
Peroz se había establecido entre los turcos, había tomado una esposa local y había recibido tropas del rey de Tocaristán. En 661, se estableció como rey de Po-szu (Persia) con ayuda china en un lugar que los chinos llamaban Ja-ling (Chi-ling), que se supone que es Zarang. Sus campañas se reflejan en fuentes musulmanas, que mencionan revueltas en Zarang, Balj, Badghis, Herat, Bushanj y también en Jorasán durante el período de la Primera Fitna en los reinados de Ali y Muawiya. Aunque no mencionan a Peroz, sí afirman que el gobernador de Jorasán recién nombrado por Ali había escuchado en Nishapur que los gobernadores del rey de Sasán habían regresado de Kabul y que Jorasán se había rebelado. Sin embargo, la región fue reconquistada bajo Muawiyah. Peroz volvió a la capital del Imperio Tang y recibió un título grandioso, así como el permiso para construir un templo de fuego en 677.
Yazid ibn al-Muhallab sucedió a su padre como gobernador de Jorasán en 702 e hizo campaña en Asia Central, pero logró poco éxito aparte de la sumisión de Nezak Tarkhan, un líder tocario o heftalita, en Badghis.

### Tocaristán
Tocaristán, aproximadamente la antigua Bactria, está hoy dividida entre Afganistán, Tayikistán y Uzbekistán. Según el uso más generalizado del nombre, Tocaristán es el ancho valle alrededor del curso superior del río Oxus rodeado por montañas en tres lados antes de que el río se mueva hacia llanuras abiertas. La ciudad principal de la zona era Balj, uno de los mayores centros urbanos del noreste de Irán. Estaba ubicado en cruces de caminos y rutas de comercio hacia muchas direcciones, lo que permitía el control de estas rutas si era conquistada. Durante el gobierno de Abu 'l Abbas' Abdallah b. Tahir (r. 828-845), se conoce una lista de distritos (kuwar) de la región, incluso hasta Saghaniyan en el norte y Kabul en el sur. Otros lugares enumerados son Tirmidh, Juzjan, Bamiyán, Rūb y Samanjan. Algunos geógrafos árabes usaron el nombre solo para la parte sur del valle de Oxus.
Balj también fue a veces parte de Jorasán junto con otras áreas a lo largo de diferentes periodos de tiempo. Según al-Tabari, Yazdegerd huyó de Marw-al Rudh a Balj durante la conquista de Jorasán por Ahnaf en 643. El sasánida fortificó Balj pero fue derrotado por los árabes y huyó a través del río Oxus. Yazdegerd se dirigió a Sogdia, cuyo gobernante le proporcionó un gran ejército. El khaqan de los turcos después de reunir las tropas de Ferganá, cruzó el Oxus junto con Yazdegerd y marchó a Balj.
En 652, Ibn Amir envió a al-Ahnaf para invadir Tocaristán con 4.000 árabes y 1.000 musulmanes iraníes (evidentemente los tamimis y asawira), probablemente debido a la ayuda de su gobernante al hijo de Yazdegerd, Peroz. Se acercó a Balj después de conquistar Marw al-Rudh y librar una batalla inconclusa con una fuerza de 30.000 hombres de Guzgan, Faryab y Talqan. Después de llegar a Balj, sitió la ciudad, con sus habitantes ofreciendo un tributo de 400.000 o 700.000 dirhams. Encargó a su primo cobrar el tributo y avanzó hacia Corasmia, pero regresó a Balj cuando se acercaba el invierno. Fue en Balj en el otoño de 652 cuando la gente local presentó a su primo Asid a regalar oro y plata a su gobernador durante Mihrijan.
Ziyad b. Abi Sufyan reorganizó Basora y Kufa, excluyendo a muchos del diván e inspirándolo a asentar a 50.000 familias en Jorasán. Tanto Baladhuri como Mad'aini están de acuerdo con el número, aunque el último afirma que una mitad era de Basora y otra de Kufa. Al-'Ali no está de acuerdo, afirmando que los colonos de Kufa eran solo 10.000. Ghalib no había tenido éxito en su expedición, y Rabi b. Ziyad al-Harithi, quien fue nombrado gobernador de Jorasán en 671, dirigió la expedición colonizadora. Avanzó hacia Balj e hizo un tratado de paz con los lugareños que se habían rebelado después del anterior tratado de al-Ahnaf.
Qutayba ibn Muslim dirigió la conquista final de Balj. Se le encomendó la tarea de sofocar la revuelta en el Bajo Tocaristán. Su ejército se reunió en la primavera de 705 y marchó a través de Marw al-Rudh y Talqan hasta Balj. Según una versión de Tarikh al-Tabari, la ciudad se rindió pacíficamente. Otra versión, probablemente para promover un reclamo bahilita sobre los Barmáquidas, habla de una revuelta entre los residentes. Esta última puede ser la versión correcta, ya que Tabari describe la ciudad como en ruinas cuatro años después. La esposa de Barmak, un médico de Balj, fue tomada cautiva durante la guerra y entregada a 'Abdullah, el hermano de Qutayba. Más tarde fue devuelta a su legítimo esposo después de pasar un período en el harén de 'Abdullah. Khalid nació así en 706 y Abdallah aceptó las implicaciones de la paternidad sin perturbar las responsabilidades convencionales de Barmak ni afectar la educación de Khalid.
En 708-709, Ispahbadh, que era un gobernante local, recibió una carta del rebelde heftalita Nizak Tarkhan que estaba tratando de unir a la aristocracia de Tocaristán contra Qutayba. Los árabes construyeron un nuevo campamento militar llamado Baruqan a dos farsangs de la ciudad. En 725, el gobernador Asad ibn Abdallah al-Qasri hizo restaurar la ciudad después de una disputa entre las tropas árabes con Barmak como su agente para la tarea.
Los primeros árabes tendían a tratar a Irán como una unidad cultural única, sin embargo, era una tierra de muchos países con poblaciones y culturas distintas. Según la evidencia histórica, parece que Tocaristán fue la única área fuertemente colonizada por árabes donde floreció el budismo y la única área incorporada al imperio árabe donde se llevaron a cabo estudios en sánscrito hasta la conquista. El nieto de Barmak era el visir del imperio y se interesó personalmente por las obras sánscritas y las religiones indias. El viajero coreano del siglo VIII, Hui'Chao, registra a los hinayanistas de Balj bajo el dominio árabe. Visitó el área alrededor del 726, mencionando que el verdadero rey de Balj todavía estaba vivo y en el exilio. También describe a todos los habitantes de las regiones como budistas bajo el dominio árabe. Sin embargo, otras fuentes indican que los bactrianos practicaban muchas religiones diferentes.
Entre los monasterios budistas de Balj, el más grande fue Nava Vihara, posteriormente persianizado a Naw Bahara después de la conquista islámica de Balj. No se sabe cuánto tiempo siguió sirviendo como lugar de culto después de la conquista. Los relatos de los primeros árabes ofrecen narrativas contradictorias. Según al-Baladhuri, su complejo estupa-vihara fue destruido bajo Muawiyah en 650. Tabari, al informar sobre la expedición en 650, no menciona ninguna tensión alrededor del templo, afirmando que Balj fue conquistado por Rabi pacíficamente. También afirma que Nizak fue a rezar en el sitio durante su revuelta contra Qutayba en 709, lo que implica que puede que no haya sido destruido. También el tratado geográfico del siglo X Hudud al-'Alam describe los edificios reales restantes y las decoraciones de Naw Bahara, que incluyen imágenes pintadas y obras maravillosas, probablemente murales de secco o frescos y tallas en las paredes del templo que sobrevivieron hasta la época del autor.
Fuentes sánscritas, griegas, latinas y chinas desde el siglo II a. C. hasta el siglo VII d. C., identifican a un pueblo llamado "tocarios", en el país más tarde llamado Tujaristán. Badajshán fue antes la sede de los tocarios. No hay una fecha precisa para la conquista árabe de Badajshán ni ningún registro de cómo se introdujo allí el Islam. Al-Tabari también menciona esta región solo una vez. En 736, Asad ibn Abdallah al-Qasri envió una expedición al Alto Tocaristán y Badajshán contra el rebelde Al-Harith ibn Surayj que había ocupado la fortaleza de Tabushkhan. Juday 'b. 'Ali al-Kirmani, que fue enviado a la expedición contra al-Harith, capturó Tabushkhan. Juday también hizo matar a sus defensores cautivos mientras que sus mujeres y niños fueron esclavizados y vendidos en Balj a pesar de ser de origen árabe. al-Harith más tarde se alió con los turgueses y continuó su rebelión hasta que fue perdonado por el Califa Yazid b. Walid en 744.
Aprovechando la lucha entre facciones entre los árabes, Transoxania comenzó a rebelarse y Asad b. 'Abdallah en respuesta atacó Khuttal en 737. Fuerzas armadas de Sogdia, Chach y muchos turcos, dirigidas por el khagan turco Sulu, llegaron para ayudarlos. Asad huyó dejando atrás el bagaje del botín de Khuttal. Cuando Asad regresó con el grueso de sus tropas, los turcos se retiraron a Tocaristán y él regresó a Balj. En diciembre de 737, los turgueses atacaron Khulm pero fueron repelidos por los árabes. Sin pasar por Balj, capturaron la capital de Guzgan y enviaron grupos de asalto. Asad organizó un ataque sorpresa contra los turcos en Kharistan.que solo contaba con 4.000 efectivos. Los turgueses sufrieron una derrota devastadora y perdieron casi la totalidad de su ejército. Sulu y al-Harith huyeron al territorio de Yabghu de Tocaristán, y Sulu regresó a su territorio en el invierno de 737-738.

### Zunbil

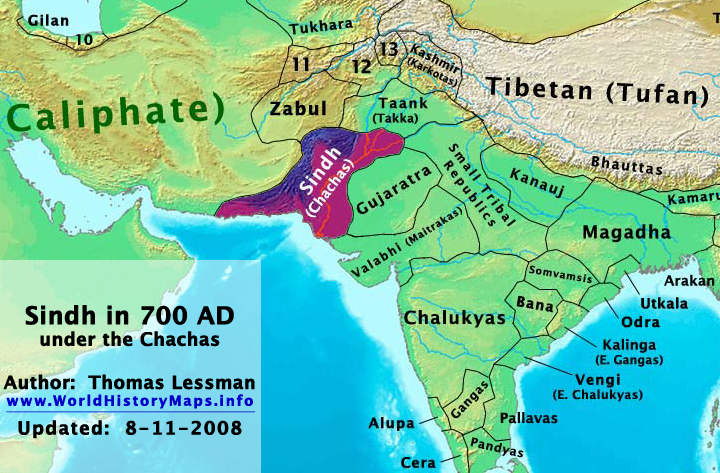
El reino de Zabul en el 700 d. C., situado junto a Sind

Los Zunbils gobernaron en Zabulistán y Zamindawar en el período anterior a los safáridas, extendiéndose entre Gazni y Bost, y actuaron como una barrera contra la expansión musulmana durante mucho tiempo. Se sabe que Zamindawar tiene un santuario dedicado al dios Zun. Se ha relacionado con el dios hindú Aditya en Multán, las prácticas religiosas y de realeza prebudistas del Tíbet, así como con el shivaísmo. Los seguidores de los Zunbils fueron llamados turcos por las fuentes árabes que, sin embargo, usaban el nombre para todos sus enemigos en las franjas orientales de Irán. Fuentes como Tabari y Tarikh-e-Sistán describen que tienen tropas turcas a su servicio.
El reino de Zabulistán (ar-Rukhkhaj) con su capital en Gazni, donde residía el rey Zunbil o Rutbil, es mencionado por fuentes chinas bajo la soberanía de un jabghu de Turquestán. La importancia del reino de Zun y de sus gobernantes para los árabes se debió a que impedian que sus campañas invadieran el valle del Indo a través del este y el sur de Afganistán. Fue solo con los primeros safáricas que se logró la islamización masiva y la conquista de la región, a diferencia de los saqueos o recaudación de tributos en época árabes. Las expediciones bajo el mando del califa al-Ma'mun contra Kabul y Zabul fueron las últimas y el largo conflicto terminó con la disolución del imperio árabe que siguió poco después.
Sakawand en Zabulistán fue un importante centro de peregrinaje.

#### SigloVII
Después de aparecer en Zarang, 'Abd ar-Rahman b. Samura y su fuerza de 6.000 árabes penetraron hasta el santuario de Zun en 653–654. Rompió una mano del ídolo de Zun y arrancó los rubíes que usaba como ojos para demostrarle al marzbán de Sistán que el ídolo no podía dañar ni beneficiar a nadie. También tomó Zabul por tratado por 656. Según Baldhuri, después de ser reelegido en Sistán bajo Muawiyah, Samura derrotó a Zabulistán, cuya gente había roto el acuerdo anterior.
Samura fue reemplazado por Rabi b. Ziyad y murió en 50 AH (670 AD), después de lo cual el rey de Zabul se rebeló y conquistó Zabulistán y Rukhkhaj. Ar-Rabi, el gobernador árabe, lo atacó en Bust y lo hizo huir. Luego lo persiguió hasta Rukhkhaj, donde lo atacó y luego sometió la ciudad de ad-Dawar. Ziyad b. Abi Sufyan fue nombrado gobernador de Basora en 665, con Jorasán y Sistán bajo su mandato también. Primero había designado a Rabi en Sistán pero lo reemplazó más tarde con 'Ubaydallah b. Abi Bakra. Durante este período, la feroz resistencia de Zunbil continuó hasta que finalmente acordó pagar un millón de dirhams por Baladhuri y Tarikh-e-Sistan.
Al-Baladhuri registra que bajo Muawiyah, el gobernador de Sistán 'Abbad b. Ziyad b. Abihi asaltó y capturó la ciudad de Qandahar después de una encarnizada lucha. También menciona los característicos altos niveles de la gente de la ciudad. Aunque su texto es algo ambiguo, parece que 'Abbad había rebautizado la ciudad como' Abbadiya en su honor. El gobierno musulmán probablemente fue derrocado y el nombre nunca se escuchó después de que terminó su gobernación en 680-1, en 698 no había una región controlada por musulmanes al este de Bost. La ciudad fue gobernada por árabes musulmanes y Zunbils, y más tarde safáridas y gaznávidas. Se menciona con poca frecuencia en las primeras fuentes islámicas.
En 681, Salm b Ziyad fue nombrado gobernador de Jorasán y Sistán por Yazid I. Nombró a su hermano Yazid b. Ziyad, aparentemente para dirigir una expedición militar contra el Zunbil de Zabulistán. Sin embargo, la expedición fue desastrosa, ya que Yazid fue asesinado, su hermano Abu-'Ubayda fue capturado, mientras que los árabes recibieron muchas bajas. Salm envió una expedición por Talha b. 'Abdillah al-Khuzai para rescatar a su hermano y pacificar la región. Los cautivos árabes fueron rescatados por medio millón de dirhams y la región fue pacificada más por la diplomacia que por la fuerza.
Después de la muerte de Talha en 683-684, se desató una anarquía virtual entre los árabes de Sistán. Su ejército rechazó la lealtad a Yazid o Muawiyah II y su hijo 'Abadallah tuvo que abandonar Zarang, que quedó sin ningún cargo. Muchos árabes se apoderaron de varios barrios de Zarang y áreas de Sistán. Esto llevó a Zunbil y sus aliados, que ya habían infligido una humillante derrota a los árabes antes, a intervenir en los asuntos árabes en Sistán y Bust. Baladhuri dice de este período:
| Él [Talha] nombró como su sucesor como su hombre de los Banu Yashkur [ vástagos de Bakr ], pero el grupo Mudari lo expulsó; Estalló una lucha de facciones ('assabiya), cada grupo se apoderó de una ciudad para sí mismo, de modo que los Zunbil se sintieron tentados a intervenir allí.—Futuh al-Buldan |

Durante el período de la Segunda Fitna, los Zunbil atacaron Sistán en 685 pero fueron derrotados y asesinados por los árabes.
Abdalmalik nombró a Umayya b. 'Abdillah b. Khalid b. Asid como gobernador de Jorasán en 74 AH (693-4 AD), con Sistán incluido bajo su gobernación. Umayya envió a su hijo Abdullah como jefe de la expedición en Sistán. Aunque inicialmente tuvo éxito, el nuevo Zunbil pudo derrotarlos. Según algunos relatos, el propio Abdullah fue asesinado. Umayya fue destituido y Sistán agregado a la gobernación de al-Hajjaj ibn Yusuf.

#### Bajo Al-Hajjaj
Al-Hajjaj, que se había convertido en gobernador de Irak y el Este en 78 AH (697-98), había designado a Ubaidallah, que era un mawla de origen mixto abisinio e iraquí-persa, como su adjunto en Sistán. Los Zunbils que habían quedado sin control habían dejado de pagar el tributo por completo. Esto proporcionó un pretexto para poner fin a la paz entre ambos lados. Ubaidallah fue designado para una expedición contra ellos en 698 y Al-Hajjaj le ordenó "atacar hasta que arrasó los territorios de Zunbil, destruyó sus fortalezas, mató a todos sus combatientes y esclavizó a su progenie". La campaña que siguió se denominó "Ejército de Destrucción" (Jaish al-Fana). Sin embargo, terminó desastrosamente para los árabes.
El relato de Al-Baladhuri sobre la autoridad de Al-Mada'ini en Futuh al-Buldan y Ansab al-Ashraf es la documentación más completa de la campaña. El relato de Tabari es paralelo, pero se basa en Abu Mikhnaf y no incluye el poema de A'sha Hamdan incluido en Ansab al-Ashraf. El Kitab al-Ma'arif de Ibn Qutaybah sólo hace una mera mención. Ta'rikh al-khulafa ' tiene un relato más detallado y personifica los relatos de Tabari y Baladhuri. Tarikh-e-Sistan confunde la campaña con otra contra los Khwarijde Zarang. El ejército estaba formado por iraquíes de Basora y Kufa, aunque Baladhuri menciona la presencia de algunos sirios. El mismo Ubaidallah dirigió a los Basrans mientras que el Tabi Shuraih b. Hani 'al-Harithi ad-Dabbi dirigió a los Kufans.
Marcharon a Zamindawar o al-Rukhkhaj (la Arachosia de la antigüedad clásica) pero descubrieron que estaba estéril y sin comida. Su avance probablemente ocurrió en el verano de 698 cuando el poema de A'sha Hamdan se refiere al calor abrasador que tuvieron que soportar. En las regiones de Gazni y Gardiz, despojaron a una cantidad significativa de ganado y otros animales además de destruir varias fortalezas. Los Zunbils que estaban devastando el campo mientras se retiraban, estaban atrayendo a los árabes a una trampa en un terreno inhóspito y sin comida. Futuh al-Buldanafirma que los musulmanes casi penetraron en Kabul. Mientras tanto, Tabari dice que llegaron a 18 farsakhs de la capital de verano de Zunbils en la región de Qandahar.
El plan de los Zunbils funcionó y atraparon a los árabes en un valle. Ubaidallah, al darse cuenta de la gravedad de la situación, ofreció 500.000 o 700.000 dirhams, así como a sus tres hijos junto con algunos líderes árabes como rehenes, mientras prometía no volver a atacar durante su mandato como gobernador de Sistán. Shuraih, quien anteriormente había aconsejado la retirada, sintió que una retirada sería deshonrosa. Un grupo de personas se unió a él en la batalla, y todos menos un puñado de ellos murieron. El resto del ejército árabe se retiró a Bust y Sistán, sufriendo de hambre y sed. Muchos murieron en el "Desierto de Bust", presumiblemente el Desierto de Registan., con solo 5,000 regresando a Bust. Muchos de los que sobrevivieron murieron atiborrándose de la comida que se les envió, según Tabari. Ubaidallah les había preparado comida después de ver su sufrimiento y él mismo murió, ya sea de dolor o de una aflicción de oído.
Al-Hajjaj preparó otra expedición en 699, según se informa de 40.000 soldados de Kufa y Basra bajo el mando de Abdurrahman b. Muhammad b. al-Ash'ath. Aunque disfrazada de expedición militar, en realidad fue una migración forzada de los elementos de las dos ciudades iraquíes problemáticas a Hajjaj. Estaba equipado con los mejores estándares y fue llamado el "Ejército de Pavos Reales" debido a los hombres incluidos en sus filas. Incluía a los líderes iraquíes más orgullosos y distinguidos dirigidos por Ibn al-Ash'ath, nieto de Al-Ash'ath ibn Qays. También incluyó a distinguidos ancianos que sirvieron en los primeros ejércitos de conquista, así como a aquellos que lucharon en la Batalla de Siffin. Este ejército árabe llegó a Sistán en la primavera de 699.
Los árabes avanzaron hacia el este en Zabulistán y obtuvieron varias victorias. Sin embargo, las tropas no querían luchar en esta región inhóspita y empezaron a inquietarse. Al-Hajjaj les dio instrucciones de continuar el avance hacia el corazón de Zabulistán sin importar lo que hiciera falta, y les dejó en claro que quería que regresaran a sus hogares. Ibn al-Ash'ath también llegó a un acuerdo con los Zunbils, de que no se exigiría ningún tributo si ganaba y, en caso de que perdiera, estaría protegido para protegerlo de Al-Hajjaj. Las tropas se amotinaron contra la emigración forzada de Hajjaj y regresaron a Irak, pero fueron aplastadas por las tropas sirias. Huyeron de regreso al este mientras Ibn al-Ash'ath huyó a Sistán, donde murió en el 704 d. C.
Cuando Ibn al-Ash'ath regresó a Sistán en 702-703 DC, no se le permitió entrar en Zarang y huyó a Bust donde fue secuestrado por Iyad b. Himyan al-Bakri as-Sadusi, a quien había nombrado diputado de Bust, para que Iyad pudiera obtener el favor de al-Hajjaj. Sin embargo, Zunbil atacó la ciudad y amenazó con matar o esclavizar a todos los que estaban allí a menos que le entregaran a Ibn al-Ash'ath. Iyad lo liberó y se fue al territorio de Zunbil junto con su ejército. Zunbil fue persuadido por el representante de Al-Hajjaj para que lo entregara. Sin embargo, su destino no está claro. Según algunos relatos, se suicidó, mientras que, según otros, fue asesinado por Zunbil, que envió su cabeza a los omeyas en Sistán. Después de esto, se declaró una tregua entre Al-Hajjaj y Zunbil a cambio de que este último pagara tributo en especie y, a cambio, Al-Hajjaj prometió no atacarlo.

#### SigloVIII
Qutayba b. Muslim, el conquistador de Transoxiana, prefirió no luchar contra los Zunbils y aceptó la oferta de un tributo bastante mínimo de ellos, llamando a Sijistán un "frente de mal agüero". Hasta el reinado de Hisham ibn Abd al-Malik, el frente de Sijistán había dejado de ser volátil ya que los árabes habían renunciado a conquistar el área y no se produjeron enfrentamientos durante un largo período. Esto, a su vez, llevó a que Zunbils ni siquiera pagara un tributo simbólico. La política comenzó a cambiar bajo Hisham. Khalid al-Qasri en Irak nombró a Yazid b. al Ghurayf al-Hamdani como gobernador de Sistán, un sirio de Jund al-Urdunn, en 725. Yazid reanudó la campaña enviando un ejército al mando de Balal b. Abi Kabsha. Sin embargo, no obtuvieron nada de los Zunbil.
El nuevo gobernador de Sistán, al-Asfah b. 'Abd Allah al-Kalbi, un sirio, se embarcó en una ambiciosa política de campaña contra los Zunbils. La primera se llevó a cabo en 726. Durante la segunda, a finales de 727-728, los sijistanis que estaban con él le advirtieron que no hiciera campaña en invierno, especialmente en los desfiladeros de montaña. Según Ya'qubi, su ejército fue completamente aniquilado por los Zunbils. Según Tarikh al-Sistani, al-Asfah logró regresar a Sistán donde murió. Los siguientes dos gobernadores no emprendieron ninguna campaña. Zunbil no pudo aprovechar la aniquilación del ejército de al-Asfah, pero la derrota fue dura. Se convertiría en uno de una serie de golpes para el califato.
El frente de Sistán permaneció tranquilo en la última parte del reinado de Abd al-Malik, excepto quizás la actividad de Kharjite, con largos periodos y registros en blanco de 'Abd Allah b. Abi Baruda e Ibrahim b. 'Asim al-'Uqayli sugirió que la inestabilidad en la región se había controlado hasta cierto punto. Parece que esto solo fue posible porque no se emprendieron más campañas contra los Zunbils.
Al-Mansur envió a Ma'n b. Zaida ash-Shabani enviado a Sistán en respuesta a los disturbios en Sistan. Ma'n junto con su sobrino Yazid b. Ziyad emprendió una expedición contra Zunbil por hacerlo obediente y restaurar el tributo que no había pagado desde la época de al-Hajjaj. Está especialmente bien documentado por al-Baladhuri. Ordenó al Zunbil que pagara el tributo y le ofrecieron camellos, tiendas turcas y esclavos, pero esto no lo aplacó. Según al-Baldahuri, bajo el reinado de al-Mansur, Hisham b. 'Amr al-Taghlibi después de conquistar Kandahar, destruyó su templo-ídolo y construyó una mezquita en su lugar.
Ma'n y Yazid avanzaron hacia Zamindawar, pero Zunbil había huido a Zabulistán. No obstante, lo persiguieron y derrotaron, tomando a 30.000 cautivos, incluido Faraj al-Rukhkhaji, quien más tarde se convertiría en secretario del departamento de propiedades privadas del Califa bajo al-Ma'mun. El adjunto de Zunbil, Mawand (yerno de Zunbil, Mawld en Tarikh-e-Sistan) ofreció la sumisión que se solicitó y fue enviado con 5.000 de sus soldados a Bagdad, donde fue tratado con amabilidad y se le dieron pensiones junto con sus jefes de Baladhuri.
Los Zunbils pagaron el tributo a los amiles de los califas al-Mahdi y ar-Rashid, aunque de forma bastante irregular. Cuando el califa Al-Ma'mun (r. 813-833 d. C.) visitó Jorasán, Rutbil le pagó el doble del tributo, pero evidentemente no lo molestaron y los árabes más tarde sometieron a Kabul.

### Kabul Shahi

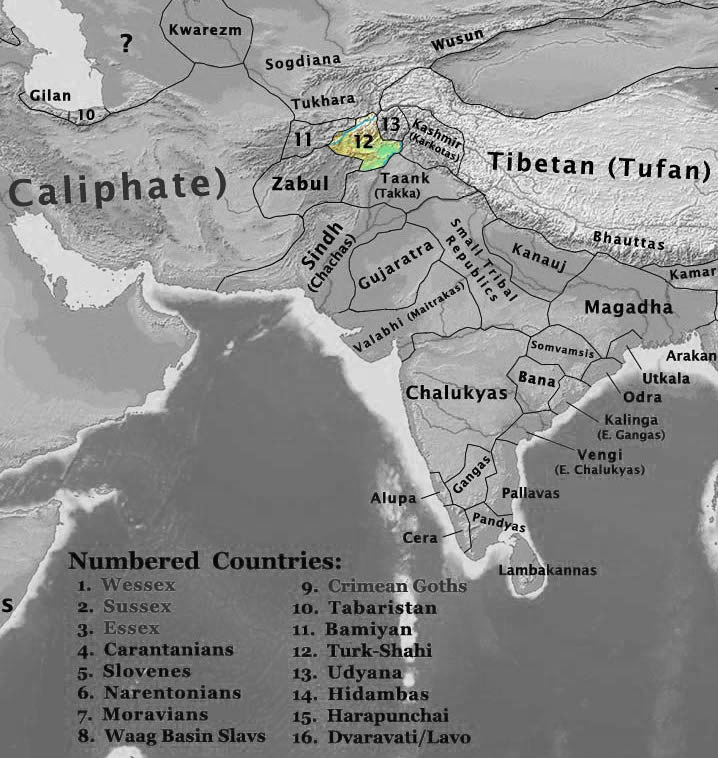
El reino turco Shahi de Kabul en 700 d. C.

El área había estado bajo el dominio del turco Shahi, quien asumió el dominio de Kabul en el siglo VII y luego fue atacado por los árabes. La dinastía Turk Shahi era budista y fue seguida por una dinastía hindú poco antes de la conquista safárida en 870 d. C. Las expediciones de Al-Ma'mun fueron el último conflicto árabe contra Kabul y Zabul y el prolongado conflicto terminó con la disolución del imperio. Los misioneros musulmanes convirtieron a muchas personas al islam; sin embargo, toda la población no se convirtió, y se produjeron repetidas revueltas de las tribus de las montañas en el área afgana. El hindú Shahi fue derrotado por Mahmud de Gazni (r. 998-1030) quienes los expulsaron de Gandhara y también alentaron conversiones masivas en Afganistán e India.
Cuando Ar-Rabi b. Ziyad llegó a Helmand, los Zunbils tenían el poder hasta Zarang. El Kabulshah era un subordinado del Zunbil. Después de los primeros enfrentamientos árabes con los Zunbils y Kabulshahs, encontramos a Zunbil negociando con los representantes del Califa "por su propio país y la tierra de Kabul". Los Zunbils estaban vinculados a la dinastía Turki Shahi de Kabul, que en ese momento era un puesto de avanzada cultural y religioso del mundo indio.
Durante el califato de Uthman, nuevos levantamientos populares habían estallado en Persia y continuaron durante cinco años desde 644 hasta 649. Las revueltas fueron reprimidas y Abdullah b. Amir, quien fue nombrado gobernador de Basora, había capturado muchas ciudades, incluidas Balj, Herat y Kabul. Después de que Muawiyah se convirtió en el Califa, preparó una expedición al mando de 'Abd ar-Rahman b. Samura a Jorasán. Según Baladhuri, después de recuperar Zarang y conquistar otras ciudades, sitiaron Kabul durante unos meses y finalmente entraron en ella. Según el historiador Firishta, mientras capturaba Kabul en 664 d. C., Samura había convertido a unas 12.000 personas. El gobernante de Kabul se vio obligado a pagar un tributo. Esto no duró mucho ya que pronto expulsó a los árabes de sus tierras después de la muerte de Samura. Se renegoció un tratado, pero en el momento de la muerte de Yazid I, "la gente de Kabul rompió traidoramente el pacto". El ejército árabe enviado para reimponerlo fue derrotado.
Aproximadamente en 680-683, el Sha huyó de su hermano Rutbil y se acercó a Salm b. Ziyad en Amul en Jorasán donde aceptó su soberanía. Se desconoce el motivo del refugio del Sha. Después de sus éxitos en Zabulistán, el Rutbil pudo haber asumido una posición amenazante para él, lo que le hizo buscar la ayuda de los árabes. Se acordó un tratado con el Sha, aunque se desconocen sus términos. Se le permitió establecerse en Amul (o al menos bajo Amuljurisdicción en algún lugar al norte de Hindu Kush). Según Tabari, Salm estaba eufórico por esto y le escribió a Mu'awiyah, quien lo desaprobó. Cuando se le preguntó el motivo, respondió que "hay mucha mala voluntad y malos sentimientos en Zaranj y Amul. Las personas que viven en las tierras entre estos dos lugares son desleales y traidoras. Es probable que aprovechen el momento de nuestra debilidad y, entonces, les sería más fácil apoderarse del territorio hasta Amul ". Y sucedió precisamente después de la muerte de Muawiyah por Tabari.
El Sha capturó Amul y se volvió lo suficientemente poderoso como para amenazar a Rutbil, quien se escondió. El hermano de Zunbil, ' al-Shah también sitió Zaranj, pero los turcos se retiraron después de que llegaran refuerzos de Basora. Abdur Rehman, quien estudió las descripciones de Tabari, sin embargo, declaró que estos eventos deben verse como sucedidos en la época de Yazid, ya que Salm fue gobernador bajo su reinado. En 152 d. C. (769 d. C.), Humayd ibn Qahtaba, el gobernador de Jorasán, allanó Kabul. Según Ibn al-Athir, al-'Abbas b. Ja'far dirigió una expedición contra Kabul enviada por su padre Ja'far b. Muhamamad en 787-78, que según Bosworth es el atribuido a Ibrahim b. Jibril de Al-Ya'qubi.
El único registro de un evento en el período abasí temprano obviamente relacionado con el área al sur del Hindu Kush, es la expedición contra Kabul en 792-793 ordenada por Al-Fadl ibn Yahya y dirigida por Ibrahim b. Jibril. Se menciona en la crónica de al-Tabari, el Kitāb al-Wuzarā'wa al-Kuttāb de al-Jahshiyari del siglo X y por al-Ya'qubi. Según al-Jahshiyari, conquistó Kabul y adquirió mucha riqueza. Al-Ya'qubi afirma que los gobernantes y terratenientes de Tukharistan, incluido el rey de Bamiyán, se unieron a este ejército, lo que implica que cruzó Hindu Kush desde el norte. También menciona la subyugación de "Ghurwand" (actual Ghorband). También menciona el "Paso de Ghurwand".valle, es idéntico al paso de Shibar. Luego marcharon hacia Shah Bahar, donde un ídolo venerado por los lugareños fue destruido. Los habitantes de varias ciudades firmaron luego tratados de paz con Fadl, uno de los cuales fue identificado por Josef Markwart como Kapisa.
Al-Ma'mun (r. 813–833 d. C.) mientras visitaba Jorasán, lanzó un ataque contra Kabul, cuyo gobernante se sometió a impuestos. El rey de Kabul fue capturado y luego se convirtió al islam. Según las fuentes, cuando el Shah se sometió a al-Ma'mun, envió su corona y su trono enjoyado, visto más tarde por el historiador de La Meca al-Azraqi al Califa, quien elogió a Fadl por "frenar a los politeístas, romper ídolos, matar a los refractario "y se refiere a sus éxitos contra el rey de Kabul e ispahabad. Sin embargo, otras fuentes casi contemporáneas se refieren a los artefactos como un ídolo con joyas de oro incrustado sentado en un trono de plata por el gobernante hindú Shahi o por un gobernante anónimo del "Tíbet" como un signo de su conversión al islam.

### Campañas de Qutaiba
Qutayba b. Muslim fue nombrado gobernador de Jorasán en 705 por al-Hajjaj b. Yusuf, el gobernador de Irak y Oriente. Comenzó su gobierno con la reconquista de Tocaristán occidental en el mismo año. Qutayba, que tenía la tarea de sofocar la revuelta en el Bajo Tocaristán, dirigió la conquista final de Balj. Su ejército se reunió en la primavera de 705 y marchó a Balj. Según una versión de al-Tabari, la ciudad se rindió pacíficamente. Otra versión, habla de una revuelta entre los vecinos. En 706, recibió la sumisión de Nizak, el líder de Badghis. En 707, marchó sobre el oasis de Bukhara junto con Nizak en su ejército, pero la campaña no logró ningún objetivo importante.
Según Baldhuri, cuando Qutayba ibn Muslim se convirtió en gobernador de Jorasán y Sistán, nombró a su hermano 'Amr para Sistán. 'Amr le pidió al Zunbil que pagara tributo en efectivo, pero él se negó, lo que provocó que Qutayba marchara contra él. La campaña también fue parcialmente alentada por su deseo de eliminar el apoyo de los heftalitas del sur, los zabulitas, para que sus hermanos del norte se rebelaran. Zunbil, quien estaba sorprendido por este movimiento inesperado y asustado por su reputación, capituló rápidamente. Qutayba, dándose cuenta de la verdadera fuerza de los Zunbils, lo aceptó y regresó a Merv, dejando solo un representante árabe en Sistán.
Según Al-Mada'ini, Qutayba regresó a Merv después de conquistar Bukhara en 709. La rebelión de los principados heftalitas de la región de Guzgan, incluidos Taloqan y Faryab, llevó a Qutayba a enviar 12.000 hombres de Merv a Balj en el invierno de 709. La rebelión fue dirigido y organizado por Nizak Tarkhan y apoyado por el dihqan Bādām de Balj y Marw al-Rudh. Nizak se había dado cuenta de que la independencia no sería posible si el gobierno árabe se fortalecía en Jorasán, y quizás también se sintió alentado por los intentos de Qutayba de lograr sus objetivos a través de la diplomacia. El éxito de Zunbils también pudo haberlo animado.
Nizak escribió a los Zunblis pidiendo ayuda. Además, también obligó al débil Jābghū de Tocaristán a unirse a su causa para persuadir a todos los príncipes de los principados de Tukharistan a hacer lo mismo. Sin embargo, Qutayba echó a perder su plan de organizar la revuelta en la primavera de 710. Badham huyó cuando Qutayba avanzó sobre Marw al-Rudh pero sus dos hijos fueron capturados y crucificados por Qutayba, quien luego marchó hacia Taloqan. Taloqan fue el único lugar de su campaña donde los habitantes no recibieron una amnistía completa, por lo que HAR Gibb afirma que "las tradiciones están irremediablemente confusas". Según un relato, ejecutó y crucificó a una banda de bandidos allí, aunque es posible que fuera seleccionado por esta severidad, ya que fue el único lugar donde hubo una revuelta abierta.
Faryab y Guzgan se sometieron y sus habitantes no sufrieron daños. A partir de ahí, pasó a recibir la sumisión de la gente de Balj. Casi todos los principescos aliados de Nizak se habían reconciliado con él y había gobernadores árabes en todas las ciudades de Tocaristán, arruinando sus planes. Huyó hacia el sur, al Hindu Kush, con la esperanza de llegar a Kabul y se atrincheró en un paso de montaña inaccesible custodiado por una fortaleza. Los árabes lograron hacerse con el fuerte con la ayuda de Ru'b Khan, gobernante de Ru'b y Siminjan. Nizak huyó por el camino moderno que va desde el valle de Oxus hasta. Qutayba lo alcanzó y lo asedió durante dos meses paso de Salang y se refugió en un refugio de montaña no identificado en un sitio de la provincia de Baglán.
Sulaym al-Nasih (el consejero), un mawla de Jorasán, ayudó a obtener su rendición ante Qutayba, quien prometió un perdón. No obstante, fue ejecutado junto con 700 de sus seguidores por orden de al-Hajjaj. El Jabghu de Tocaristán fue enviado como un valioso rehén a Damasco. Luego fue en busca del rey de Juzjan, quien solicitó amnistía y pidió el intercambio de rehenes como medida de precaución. Esto fue acordado y Habib b. 'Abd Allah, un bahilita, fue enviado como prisionero por Qutayba mientras que el rey envió a algunos de sus familiares a cambio. Se acordó el tratado de paz, pero el rey murió en Taloqan en su viaje de regreso. Sus súbditos acusaron a los musulmanes de envenenarlo y mataron a Habib, y Qutayba tomó represalias ejecutando a los rehenes de Juzjan.

### Otras regiones

#### Gaur
Tabari registra que en 667 d. C., Ziyad b. Abihi había enviado a Hakam b. 'Amr al-Ghafri a Jorasán como emir. Hakam atacó Gaur y Farawanda, los sometió por la fuerza de las armas y los conquistó. Obtuvo cautivos y una gran cantidad de botín de ellos. Se llevó a cabo una expedición más grande bajo Asad ibn Abdallah al-Qasri, el gobernador de Jorasán, quien allanó Gharchistan en 725, recibiendo su sumisión y la conversión de su rey al islam. Luego atacó a Gaur, cuyos residentes escondieron sus objetos de valor en una cueva inaccesible, pero pudo saquear la riqueza bajando a los hombres en cajas.
El éxito de Asad lo llevó a emprender una segunda expedición en el año 108-109 del calendario musulmán contra Gaur. El poema elogioso de Asad del poeta Thabit Qutna grabado por Tabari lo llamó una campaña contra los turcos diciendo: "Grupos de turcos que viven entre Kabul y Gaur vinieron a ti, ya que no había ningún lugar en el que pudieran encontrar refugio de ti". Bosworth afirma que esta campaña puede haber tenido lugar en Guzgan o Bamiyán en lugar del Gaur puramente iraní. También afirma que sin duda continuaron las incursiones esporádicas durante el gobierno omeya, aunque los historiadores no lo notaron. Se sabe que el comandante de Nasr ibn Sayyar, Sulaiman b. Sul había asaltado Gharchistan Gaur Ghur algún tiempo antes del 739 d. C.
La historia temprana de Gaur no está clara. Minhaj-i-Siraj en Tabaqat-i-Nasiri afirma que Shansab, quien estableció la dinastía gúrida, fue convertido por el califa árabe Ali, lo que Mohammad Habib y KA Nizami descartaron al considerarlo poco probable. Añade además que el emir gúrida Faulad ayudó a Abu Muslim a derrocar a los omeyas durante la revolución abasí. También cuenta una leyenda sobre una disputa entre dos familias prominentes de la zona. Buscaron la intercesión de los abasíes y el antepasado de la familia Shansabi, Amir Banji, fue posteriormente confirmado como gobernante por Harún al-Rashid.
Nunca se estableció un control permanente sobre Gaur. Según Bosworth, su valor era solo debido a sus esclavos, que podían obtenerse más fácilmente en incursiones temporales ocasionales. Los geógrafos árabes y persas nunca la consideraron importante. En todas las fuentes la zona se cita como fuente de esclavos a los mercados de esclavos en Jorasán, lo que indica que tenía una población mayoritariamente "infiel". Al-Istajri la llamó una tierra de infieles (dar al-kufr), anexada al dominio islámico debido a su minoría musulmana. Sin embargo, el Hudud al-Alam afirmaba que tenía una población mayoritariamente musulmana.

#### Gazni
La dinastía real de Gazni anterior a los gaznávidas fueron los lawiks. El historiador afgano 'Abd al-Hayy Habibi Qandahari, quien en 1957 examinó un manuscrito que contenía cuentos sobre milagros (karamat) de Shaikh Sakhi Surur de Multán, que vivió en el siglo XII, concluyó que databa de 1500. Él registró una de sus anécdotas que registra la historia de Gazni por el tradicionalista y lexicógrafo indio Radi ad-Din Hasan b. Muhammad al-Saghani [murió en 1252] de Abu Hamid az-Zawuli. Según él, una gran mezquita en Gazni fue antes un gran templo-ídolo construido en honor de los Rutbils y Kabul-Shahs por Wujwir Lawik. Su hijo Khanan se convirtió al islam y Kabul-Shah le envió un poema que decía: "¡Ay! El ídolo de Lawik ha sido enterrado bajo la tierra de Gazni, y la familia Lawiyan ha regalado [la encarnación de] su poder real. Voy a enviar mi propio ejército; no sigas el mismo camino de los árabes [es decir, el Islam] ".
Habibi continúa afirmando que Khanan más tarde se reconvirtió a la fe de los hindúes-shahis. Sin embargo, su nieto Aflah, al asumir el poder, demolió el templo-ídolo y construyó una mezquita en su lugar. Cuando el santo Surur llegó a la mezquita, se dice que encontró el ídolo de Lawik y lo destruyó. El Siyasatnama de Nizam al-Mulk, el Tabaqat-i Nasiri de Juzjani y el Majma 'al-ansāb fī't-tawārīkh de Muhammad Shabankara'i (siglo XIV) mencionan a los Lawik. Juzjani le da al Lawik que fue derrotado por Alptegin el kunya islámico de Abu Bakr, aunque Shabankara'i afirma que era un pagano. Una variante de su nombre aparece como Anuk enTabaqat-i Nasiri.

#### Bamiyán
Ya'qubi afirma que el señor de Bamiyán llamado Shēr, fue convertido al islam bajo el califa Al-Mansur (muerto en 775) por Muzahim b. Bistam que casó a su hijo Abu Harb Muhammad con su hija. Sin embargo, en su historia lo cambia al gobierno de Al-Mahdi (r. 775–785). Ya'qubi también afirma que Al-Fadl ibn Yahya nombró a Hasn, el hijo de Abu Harb Muhammad, como el nuevo Shēr después de su exitosa campaña en Ghorband. Ya'qubi afirma que el gobernante de Bamiyán había acompañado una expedición enviada por Al-Fadl ibn Yahya en 792–793 contra Kabul Shahi.
Más tarde, Shers siguió siendo musulmana y fue influyente en la corte abasí. Sin embargo, fuentes musulmanas describen al gobernante safárida Ya'qub ibn al-Layth al-Saffar saqueando los ídolos paganos de Bamiyan. Un historiador muy posterior, Shabankara'i, afirma que Alp-Tegin obtuvo la conversión de Sher al islam en 962. Parece que hubo lapsos en el budismo entre algunos de los gobernantes a medida que la influencia musulmana se debilitó. Sin embargo, no hay evidencia sobre el papel del budismo durante estos períodos o si los monasterios budistas siguieron siendo el centro de la vida religiosa y la enseñanza.

## Dominio post-árabe

### Dinastía Tahirí

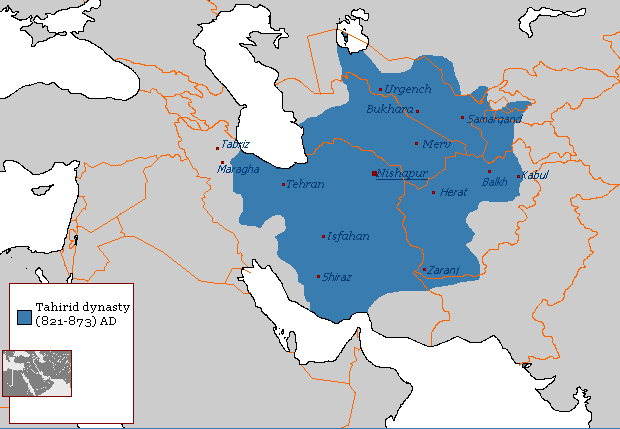
Área controlada por la Dinastía tahirí.

Jorasán fue la base para el reclutamiento temprano de los ejércitos abasíes, especialmente la toma del poder abasí recibió el apoyo de los colonos árabes con el objetivo de socavar las secciones importantes de la aristocracia no musulmana. Los abasíes lograron integrar Jorasán y el este en las tierras islámicas centrales. El estado sin embargo se persianizó gradualmente a través de la influencia política y el apoyo financiero de los dihqans, la aristocracia local de origen persa, dando paso al intermezzo iranio. Al-Ma'mun emergió como el vencedor de la Cuarta Fitna con la ayuda de las fuerzas de Jorasán pero la guerra también terminó convirtiendo a la provincia en un estado virtualmente independiente bajo los Tahiríes, fundado por un mawla persa que alcanzó el favor de Al-Ma'mun.
Según Ibn Khordadbeh, el sah de Kabul tuvo que enviar 2.000 esclavos oguz por valor de 600.000 dirhams como tributo anual al gobernador de Jorasán Abdallah ibn Tahir (828-845). Además de los esclavos, también tuvo que pagar un tributo anual de 1,5 millones de dirhams. A mediados del siglo IX, uno de sus tributarios, Abu Da'udid o Banijurid Amir Da'ud b. Abu Da'ud Abbas, emprendió una oscura campaña en el este de Afganistán y Zabulistán que resultó rentable. Está registrado que en 864 Muhammad ibn Tahir envió dos elefantes capturados en Kabul, ídolos y sustancias aromáticas al califa.

### Dinastía Safarida

#### Ya'qub b. al-Layth

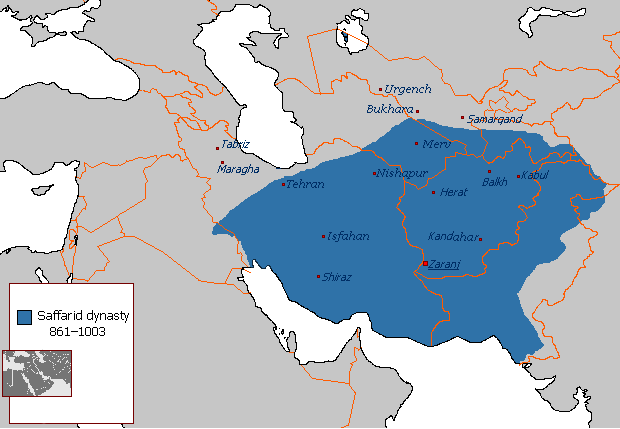
El imperio safárida en su mayor extensión bajo Ya'qub b. al-Layth al-Saffar.

El gobierno tahirí fue derrocado por Ya'qub ibn al-Layth al-Saffar de Sistán, el primer gobernante iraní independiente en la era postislámica y luchó contra el califato abasí. Se unió a la banda 'ayyar de Salih b. al-Nadr / Nasr, que fue reconocido como el emir de Bust en 852. al-Nasr pretendía apoderarse de todo Sistán y expulsó al gobernador tahirí en 854, y Sistán dejó de estar bajo el control directo del Califato. El mismo al-Nasr fue derrocado por Dirham b. Nasr, que fue derrocado por Ya'qub en 861. Ya'qub y su hermano Amr avanzaron hasta Bagdad y hasta Kabul en el este de Afganistán con su dinamismo, avanzando por la ruta histórica que siguen por la actual carretera Lashkargah-Qandahar-Ghazni-Kabul. Sus campañas orientales son documentadas por las fuentes árabes como el Muruj adh-Dhahab de Al-Masudi, el al-Kamil fi't-Ta'rikh de Ibn al-Atir' o el Tarij-e-Sistán. El historiador persa Gardizi también menciona en su Zain al-Akhbar las campañas safáridas.
Salih huyó a ar-Rukhkhaj (Aracosia), donde recibió la ayuda de los Zunbil. Tanto Salih como Zunbil fueron asesinados por Ya'qub en 865. Abu Sa'id Gardezi menciona que Ya'qub avanzó desde Sistán a Bust y ocupó la ciudad. Desde aquí avanzó hasta Panjway y Tiginabad (dos de las principales ciudades de Arachosia), derrotando y matando a los Zunbil, aunque no se da la fecha. Esta crónica coincide con la del Tarikh-e-Sistan. Satish Chandra afirma que, "Se nos dice que fue solo en el 870 d. C. que Zabulistán fue finalmente conquistada por un Yakub que era el gobernante virtual de la vecina provincia iraní de Siestan. El rey fue asesinado y sus súbditos se convirtieron en musulmanes. "
Muhammad Aufi mientras tanto, afirma en su Jawami ul-Hikayat que durante su invasión de Zabul, Yaqub empleó un ardid para rendirse después de que se le permitiera rendir homenaje al gobernante junto con sus tropas para que no se dispersaran y se volvieran peligrosos para ambos bandos. Las tropas de Yaqub "llevaban sus lanzas ocultas detrás de sus caballos y llevaban cota de malla debajo de sus ropas. El Todopoderoso hizo que el ejército de Rusal (probablemente Rutbil), ciego, para que no vieran las lanzas. Cuando Yaqub se acercó a Rusal, inclinó la cabeza como para rendir homenaje, pero levantó una lanza y la clavó en la espalda de Rusal para que muriera en el acto. Su pueblo también cayó como un rayo sobre el enemigo, cortándolo con sus espadas y manchando la tierra con la sangre de los enemigos de la religión. »Los infieles, al ver la cabeza de Rusal en la punta de una lanza, se echaron a volar y se produjo un gran derramamiento de sangre.
Ashirbadi Lal Srivastava afirma que después de esta victoria de Yaqub sobre Zabul, la posición de Lallya alias Kallar, el ministro brahmán que había derrocado al último rey kshatriya de Kabul, Lagaturman, parece haberse vuelto insostenible. Trasladó su capital a Udhaband en 870 d. C. Lallya, reconocido como un gobernante fuerte y capaz por Kalhana en Rajatarangini, fue expulsado por Ya'qub de Kabul un año después de su usurpación, según Srivastava.
Gardezi afirma que después de derrotar a Zunbil, avanzó a Zabulistán y luego a Gazni, cuya ciudadela destruyó y obligó a Abu Mansur Aflah b. Muhammad b. Khaqan, gobernante local de la cercana Gardez, a convertirse en un estado tributario. El Tarikh-e-Sistan, sin embargo, afirma que regresó a Zarang después de matar a Salih. Esta campaña puede estar relacionada con el relato de Gardizi de la expedición posterior en 870, donde avanzó hasta Bamiyán y Kabul. Salih b. al-Hujr, descrito como primo de los Zunbil, fue nombrado gobernador saffarí de ar-Rukhkhaj, pero se rebeló dos años después de la muerte de Zunbil y se suicidó para evitar la captura.
Ya'qub había capturado a varios miembros de la familia Zunbil después de derrotar a Salih b. al-Nasr. El hijo de Zunbil escapó del cautiverio en 869 y rápidamente formó un ejército en al-Rukhkhaj, y luego buscó refugio en Kabul-Shah. Según Gardizi, Ya'qub emprendió otra expedición en 870 que avanzó hasta Kabul y Bamiyán. Según Tarikh-e-Sistan, Bamiyan fue capturado en 871. Arrebató Bamiyán a su gobernante, el Sher, y saqueó su templo-ídolo. Derrotó a Kabul en 870 y nuevamente tuvo que marchar hacia allí en 872 cuando el hijo de Zunbil tomó posesión de Zabulistán. Ya'qub capturó al hijo de Zunbil en la fortaleza de Nay-Laman a donde había huido. En 871, Ya'qub envió 50 ídolos de oro y plata que ganó haciendo campaña desde Kabul al Califa Al-Mu'tamid, quien los envió a La Meca.
Según el Tabaqat-i-Nasiri, Gaur, gobernado por Amir Suri en el siglo IX, entró en guerra contra él, pero escapó de la conquista debido a su terreno difícil y montañoso.

#### Amr b. al-Layth
Después de la muerte de Ya'qub en 879, Al-Mu'tamid reconoció a su hermano y sucesor 'Amr b. al-Layth (r. 879–902), como gobernador de Jorasán, Isfahán, Fars, Sistán y Sind. Sin embargo, el califa anunció que lo despojaría de todos sus cargos de gobernador en 885 y volvió a nombrar a Muhammad b. Tahir como gobernador de Jorasán. Fue reelegido gobernador de Jorasán en 892 por Al-Mu'tadid.
Amr dirigió una expedición hasta Sakawand en el valle de Logar, entre Gazni y Kabul, descrito como un centro de peregrinaje hindú. En 896, envió ídolos capturados de Zamindawar y la frontera india, incluido un ídolo de cobre femenino con cuatro brazos y dos cinturones de plata con joyas colocadas en un carro por camellos, a Bagdad. Al-Baihaki menciona a Sakawand como un pase de Kabul a la India. Estaba situado en o cerca de Jalalabad. El ídolo tomado de algún lugar del este de Afganistán por Amr se exhibió durante tres días en Basora y luego durante tres días en Bagdad. Jamal J. Elias afirma que pudo haber sido de Lakshmio Sukhavati en Sakawand. Al-Masudi enfatiza la atención que recibió como un espectáculo, con multitudes reunidas para mirarlo boquiabierto.
Aufi afirma que Amr había enviado a Fardaghan como prefecto de Gazni y lanzó la incursión en Sakawand, que era parte del territorio de Kabul Shahi y tenía un templo frecuentado por hindúes. El Sha de Kabul en ese momento era Kamaluka, llamado "Kamalu" en la literatura persa. Fardaghan entró y logró sorprender a Sakawand, Sakawand fue saqueada, y su templo destruido.
Kamalu contraatacó a Fardaghan, quien al darse cuenta de que sus fuerzas no eran rival para las suyas, recurrió a difundir un falso rumor de que conocía sus intenciones y había organizado un ejército formidable contra él con 'Amr en camino de unirse a él. El rumor tuvo el efecto deseado y el ejército contrario frenó su avance sabiendo que podrían ser emboscados y asesinados si avanzaban impetuosamente por los estrechos desfiladeros. Mientras tanto, Fardaghan recibió refuerzos de Jorasán según Aufi. Según Aufi, hábilmente evitó el peligro.
Sin embargo, el Tarikh-e-Sistan no menciona ningún ataque de Fardaghan en Sakawand, sino que comienza con el ataque de Kamalu. Por eso, cuando Amr estaba en Gurgan, escuchó que Nasad Hindi y Alaman Hindi se habían aliado e invadido Gazni. El gobernador safárida 'Fard' Ali fue derrotado y huyó.

### Samánidas

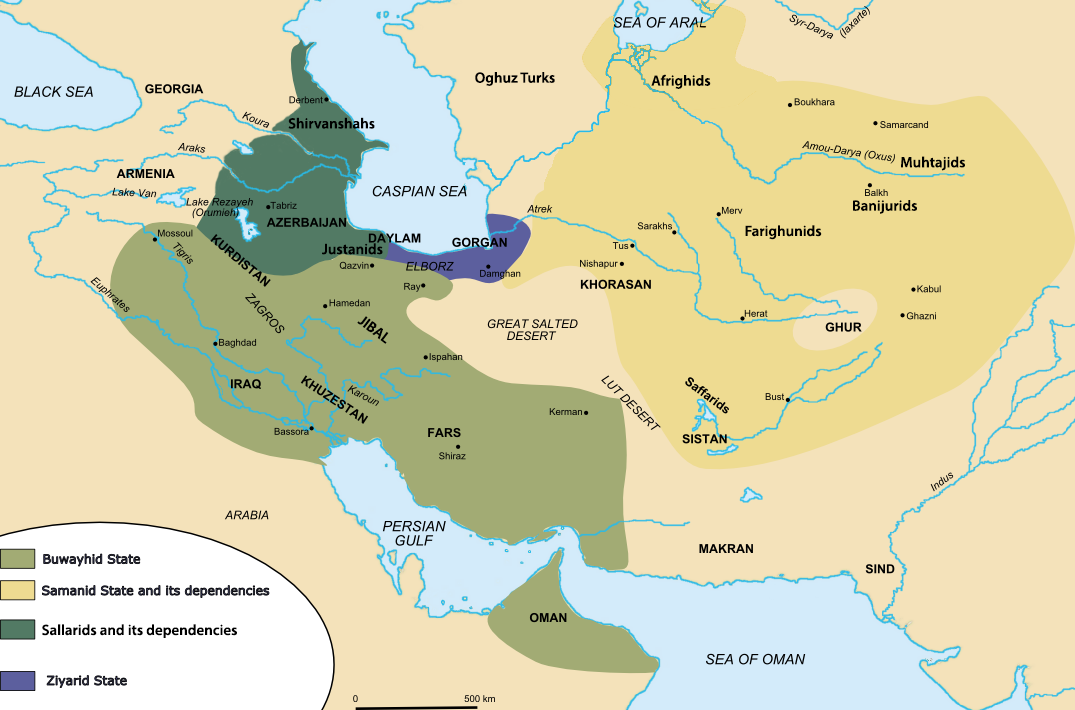
Irán en el.

Los samánidas llegaron a gobernar áreas que incluían Jorasán, Sistán, Tocaristán y Kabulistán después de que Ismail (r. 892-907) derrotara en el año 900 dC a los safáridas, que se habían apoderado de Zabulistán y la región de Kabul. Los turcos eran muy conocidos por su destreza marcial por las fuentes musulmanas y tenían una gran demanda como soldados esclavos (ghulam, mamelucos) por el Califato de Bagdad y los emires provinciales. Los esclavos eran adquiridos mediante campañas militares o a través del comercio. Los samánidas estaban muy involucrados en este comercio de esclavos turcos de las tierras al norte y al este de su estado. Como la esclavitud se limitó a los no musulmanes y los turcos adoptaron cada vez más el Islam más allá de las fronteras samánidas, los turocs también llegaron a Transoxiana como hombres libres por diferentes causas.
Los gaznávidas surgieron indirectamente de la atmósfera de desintegración, revoluciones palaciegas y golpes de sucesión del Imperio Samánida. Abu-Mansur Sabuktigin fue uno de los guardias esclavos que ascendió de las filas samánidas bajo el patrocinio del Háyib Alp-Tegin. Después de la muerte del emir samánida 'Abd al-Malik b. Nuh, el comandante de las fuerzas en Jorasán Alp-Tegin, junto con al visir Muhammad Bal'ami, intentó colocar a un gobernante de su elección en el trono. Sin embargo, el intento fracasó y Alp-Tegin decidió retirarse a los límites orientales del imperio. Según las fuentes, quería huir a la India para evitar a sus enemigos y ganar el mérito divino atacando a los hindúes. No tenía la intención de capturar Gazni, pero se vio obligado a hacerlo cuando su gobernante le negó el tránsito.
Alp-Tegin procedió con su pequeña fuerza de ghulams y ghazis (200 ghulams y 800 ghazis según el Siyasatnama, mientras que el Majma al-ansab de Muhammad b. Ali al-Shabankara'i (m. 1358) indica 700 ghulams y 2500 tayikos). En el camino, sometió al sher iraní de Bamiyán y al rey Hindú-Shahi de Kabul. Luego llegó a Gazni, cuya ciudadela sitió durante cuatro meses y arrebató la ciudad a su gobernante, Abu 'Ali o Abu Bakr Lawik o Anuk. El origen de este jefe era turco, aunque no se sabe si era vasallo samaní o un gobernante independiente. Josef Markwart sugiere que era un representante fallecido de los Zunbil. La dinastía Lawik de Gazni estaba vinculada a la dinastía Hindu-Shahi a través del matrimonio. Alp-Tegin estuvo acompañado por Sabuktigin durante la conquista de Gazni.
Minhaj al-Siraj Juzjani afirma que el emir Mansur b. Nuh formalizó el dominio de Alp-Tegin a través de una investidura, sin embargo eñ Siyasatnama menciona una expedición contra Bujará que fue derrotada fuera de Gazni. Su estado ambiguo y semi-rebelde parece reflejarse en sus monedas, con dos de sus monedas acuñadas en Paruán mencionando la autoridad de los samánidas y la del turco solo de manera indirecta. El emir samánida fue sucedido por su hijo Abu Ishaq Ibrahim, quien perdió Gazni ante Abu Ali Lawik, el hijo de su gobernante expulsado. Sin embargo, lo recuperó con la ayuda samánida en 964-65.
Los ghulams de Alp-Tegin se reconciliaron con los samánidas en 965, pero mantuvieron su autonomía. Después de la muerte de Ibrahim en 966, Bilge-Tigin fue nombrado sucesor y reconoció a los samánidas como sus señores supremos. Murió en 976 y fue sucedido por Böritigin o Piri. El mal gobierno de Piri provocó resentimiento entre las personas que invitaron a Abu Ali a recuperar el trono. Los Kabul Shahis se aliaron con él y el rey, probablemente Jayapala, envió a su hijo para ayudar a Lawik en la invasión. Cuando las fuerzas aliadas llegaron cerca de Charkh en el río Logar, fueron atacados por Sabuktigin que mató y capturó a muchos de ellos mientras capturaba diez elefantes. Piri fue expulsado y Sabuktigin se convirtió en gobernador en 977 d. C. La adhesión fue respaldada por el gobernante samaní Nuh II.
El Hudud al-'Alam afirma que Gaur estaba bajo el dominio de Farigúnidas. Tanto Gardezi como Baihaqi afirman que en 379 AH (979–980 dC), el emir samánida Nuh b. Mansur envió una expedición al mando de Abu Ja'far Zubaidi para conquistar Gaur, pero esta tuvo que regresar después de capturar varios fuertes. Como gobernador samánida de Zabulistán y Gazni, Sabuktigin atacó Gaur varias veces. Pudo conquistar el este de Gaur después de los reveses iniciales y fue reconocido como soberano por Muhammad ibn Suri.

### Gaznávidas

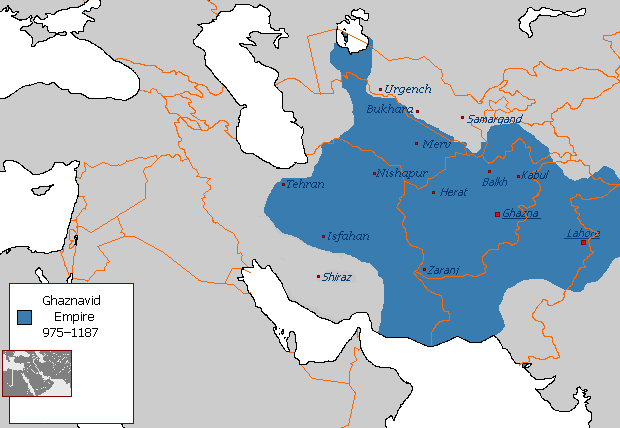
Extensión máxima del Imperio Gaznávida en el año 1030 d. C.

#### Sabuktigin

##### Primera guerra contra Jayapala
Las campañas gaznávidas de la época de Sabuktigin se registran como yihad contra la gente de al-Hind para destruir la idolatría y reemplazarla expandiendo el Islam. Los Kabul Shahis solo retuvieron a Lamghan en el área de Kabul-Gandhara en la época de Alp-tegin. Según Firishta, Sabuktigin ya había comenzado a asaltar Lamghan bajo Alp-tegin. Esto precipitó una alianza entre el gobernante Shahi Jayapala y los emires musulmanes de Multán. Cruzó el paso de Khyber muchas veces y asaltó el territorio de Jaipala.
Sabuktigin saqueó los fuertes en las provincias periféricas de Kabul Shahi y capturó muchas ciudades, obteniendo un enorme botín. También estableció el Islam en muchos lugares. Jaipal en represalia marchó con una gran fuerza hacia el valle de Lamghan (Jalalabad) donde se enfrentó con Sabuktigin y su hijo. La batalla se prolongó durante varios días hasta que una tormenta de nieve afectó las estrategias de Jaipala, obligándolo a suplicar la paz. Estaba dispuesto a conceder la paz a Jayapala, pero su hijo Mahmud quería la victoria total.
Jaypala al escuchar los planes de Mahmud advirtió: "Has visto la impetuosidad de los hindúes y su indiferencia ante la muerte... Si por lo tanto, te niegas a conceder la paz con la esperanza de obtener botín, tributo, elefantes y prisioneros, entonces no hay alternativa". para nosotros, sino montar el caballo de la determinación, destruir nuestra propiedad, sacar los ojos de nuestros elefantes, arrojar a nuestros hijos al fuego, y correr unos contra otros con espada y lanza, para que todo lo que te quede a ti conquistar y apoderarse de piedras y tierra, cadáveres y huesos esparcidos ". Sabiendo que podía llevarlo a cabo, Sabuktigin le concedió la paz con la promesa de pagar tributo y ceder parte de su territorio.

##### Segunda guerra contra Jayapala
Después de hacer las paces con Sabuktigin, Jayapala regresó a Waihind pero rompió el tratado y maltrató a los emires enviados para cobrar el tributo. Sabuktigin lanzó otra invasión en represalia. Si bien los mamelucos siguieron siendo el núcleo de su ejército, también contrató a los afganos, especialmente a la tribu ghilji, en su dominio. Según al-Utbi, Sabuktigin atacó Lamghan, la conquistó y quemó las residencias de los "infieles", mientras que también demolía sus templos-ídolos y establecía el Islam. Procedió a masacrar a los idólatras, destruyó sus templos y saqueó sus santuarios. Se dice que sus fuerzas incluso se arriesgaron a congelarse en las manos mientras contaban el gran botín.
Para vengar el salvaje ataque de Sabuktigin, Jayapala, que antes había tomado a sus enviados como rehenes, decidió volver a la guerra en venganza. Según al-Utbi, reunió un ejército de 100.000 personas contra Sabuktigin. El relato mucho más tardío de Ferishta afirma que incluía tropas de Kanauj, Ajmer, Delhi y Kalinjar. Los dos bandos lucharon en un campo de batalla abierto en Lagmán. Sabuktigin dividió su ejército en grupos de 500 que atacaron sucesivamente a los indios. Después de sentir que estaban debilitados, sus fuerzas montaron un ataque concertado. Las fuerzas de Kabul Shahi fueron derrotadas y los que aún estaban vivos murieron en el bosque o se ahogaron en el río.
La segunda batalla que tuvo lugar entre Sabuktigin y Jayapala en 988 d. C., resultó en la captura del territorio anterior entre Lamghan y Peshawar. Al-Utbi también afirma que los afganos y los khaljis, que vivían allí como nómadas, le prestaron juramento de lealtad y fueron reclutados en su ejército. Ayudó a Nuh II a expulsar al rebelde y hereje Abu Ali Simjur de Jorasán, lo que dio como resultado que su gobernación fuera otorgada a Sabuktigin, quien nombró a Mahmud como su adjunto allí. Nombró a Ismail como sucesor de su reino y murió en 997. Estalló una guerra de sucesión entre Ismail y Mahmud, y este último ganó el trono en 998.

#### Sultán Mahmud

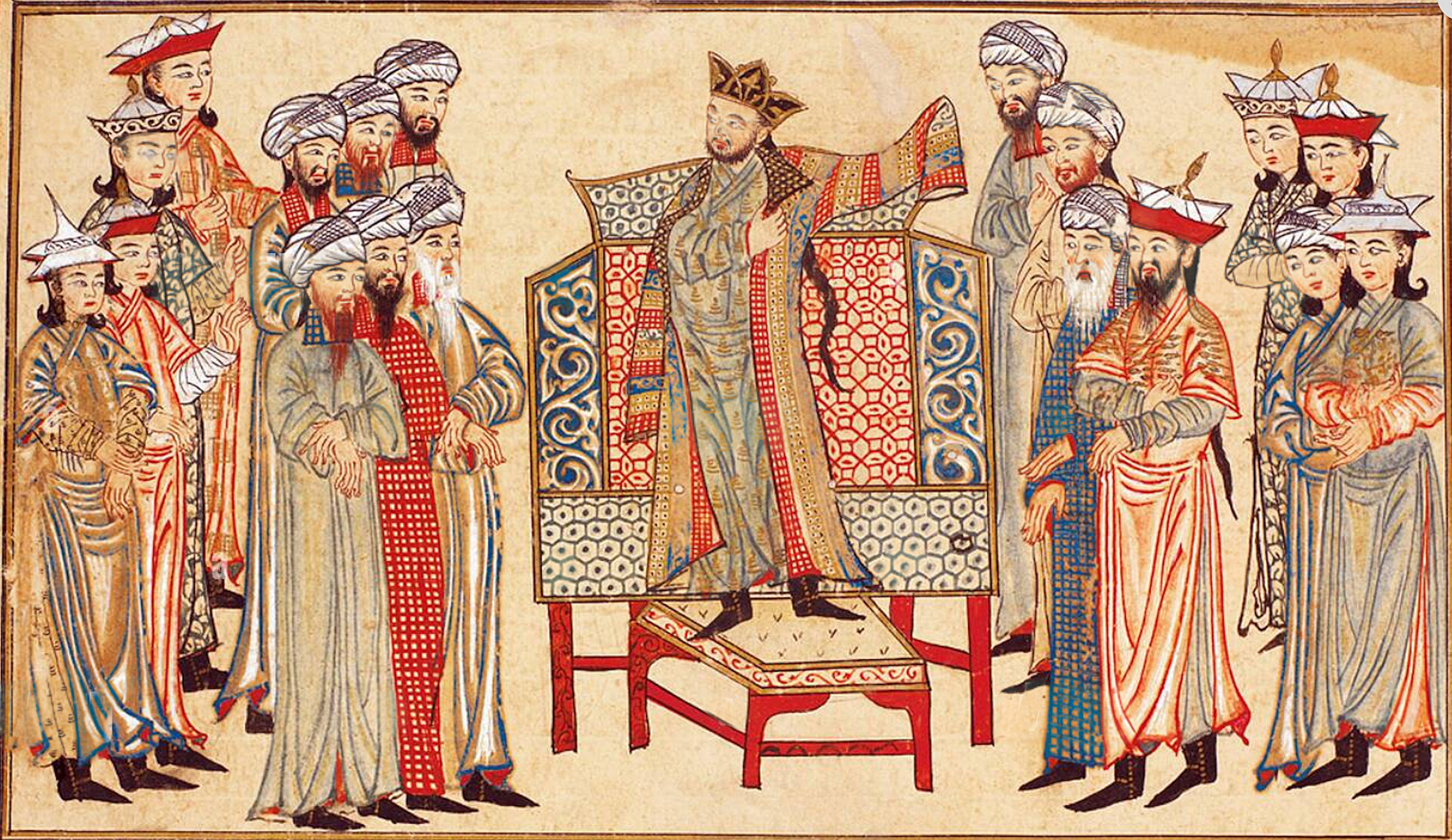
Mahmud recibe una túnica del califa Al-Qadir; pintura de Rashid-al-Din Hamadani.

El emir samánida Mansur II nombró a Bektuzun como gobernador de Jorasán después de la muerte de Sabuktigin. Mahmud, sin embargo, deseaba recuperar el cargo de gobernador después de derrotar a su hermano Ismail y sus aliados. Bektuzun y Fa'iq, el poder de facto detrás del trono samánida, derrocaron a Mansur II porque no confiaban en él y lo reemplazaron con Abd al-Malik de Abu'l Fawaris. Sin embargo, sus fuerzas fueron derrotadas en 999 por Mahmud, quien adquirió todas las tierras al sur de Oxus e incluso las del norte del río se sometieron a él. La dinastía samánida fue depuesta más tarde por los karajánidas. En 1002, Mahmud también derrotó al emir safárida Khalaf ibn Ahmad y se anexó Sistán.

##### Guerras contra Kabul Shahi
Mahmud sistematizó las incursiones de saqueo en la India como una política a largo plazo de los gaznávidas. La primera incursión se llevó a cabo en septiembre de 1000, pero estaba destinada al reconocimiento e identificación del posible terreno y carreteras que podrían utilizarse para futuras incursiones. Llegó a Peshawar en septiembre de 1001 y fue atacado por Jayapala. Los dos bandos se enfrentaron del 27 al 28 de noviembre de 1001 con la captura de Jayapala. Anandapala, que estaba en Waihand, tuvo que pagar un fuerte rescate para que liberaran a su padre ya otras personas. Jaypala se autoinmoló por vergüenza y Anandpala lo sucedió. Mahmud atacó a Anandpala más tarde por su negativa a permitirle el paso durante el ataque a Multán controlado por Fateh Daud. Los dos bandos se enfrentaron en 1009 en el lado oriental del Indo en Chhachh, con Mahmud derrotando a Anandapala y capturando el fuerte de Bhimnagar. Se le permitió gobernar como feudatario en Punyab durante algún tiempo.
Una alianza entre el hijo de Anandpala, Trilochanpala, y las tropas de Cachemira fue derrotada. Durante la guerra de 990–91 a 1015, Afganistán y más tarde Punyab y Multán se perdieron ante los gaznávidas. El gobierno de Trilochanpala se limitó al este de Punyab y obtuvo un respiro de las invasiones musulmanas con la retirada a Sirhind. Se alió con los Chandellas y en 1020-21 fue derrotado en un río llamado Rahib por Al-Utbi, mientras que Firishta y Nizamuddin Ahmad lo identifican como Yamuna. Fue asesinado en 1021 d. C. por sus tropas amotinadas y sucedido por Bhimapala. Bhimapala, que fue el último gobernante, murió luchando contra los gaznávidas en 1026 dC Los restos de la familia real buscaron refugio con la dinastía Lohara de Cachemira y Punyab pasó bajo el control de los conquistadores musulmanes.
Mahmud usó su riqueza saqueada para financiar sus ejércitos, que incluían mercenarios. Los soldados indios, presumiblemente hindúes, que eran uno de los componentes del ejército con su comandante llamado sipahsalar -i-Hinduwan vivían en su barrio de Gazni practicando su propia religión. Los soldados indios bajo su comandante Suvendhray permanecieron leales a Mahmud. También fueron utilizados contra un rebelde turco, con el comando dado a un hindú llamado Tilak según Baihaki.
El renombrado erudito musulmán marroquí del siglo XIV Ibn Battuta comentó que el Hindu Kush significaba el "asesino de indios", porque los esclavos traídos de la India que tenían que pasar por allí murieron en gran número debido al frío extremo y la cantidad de nieve. Afirma:
| Después de esto me dirigí a la ciudad de Barwan, en el camino hacia la cual hay una montaña alta, cubierta de nieve y extremadamente fría; lo llaman Hindu Kush, es decir, asesino de hindúes, porque la mayoría de los esclavos traídos desde la India mueren a causa de la intensidad del frío.—Los viajes de Ibn Battuta: en el Cercano Oriente, Asia y África, 1325–1354 |

##### Invasiones de Gaur

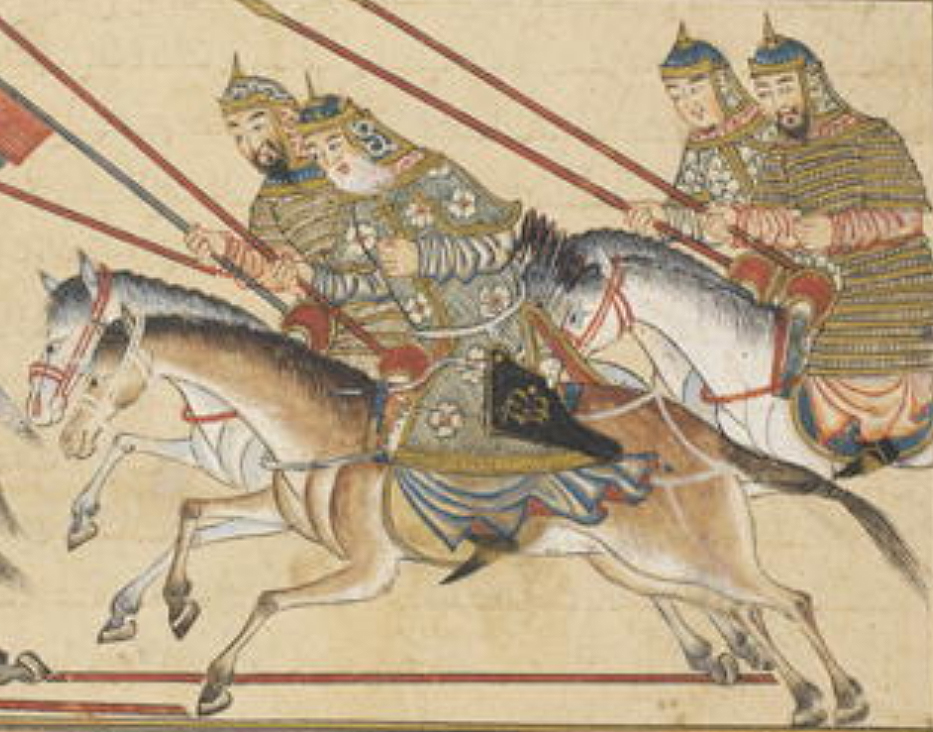
Pintura de Muhammad ibn Suri (de pelo blanco) con sus hombres por Rashid-al-Din Hamadani.

La conversión de Gaur ocurrió durante un largo período y fue principalmente pagana hasta el siglo X, lo que Mohammad Habib y Khaliq Ahmad Nizami dicen que fue probablemente el resultado de las actividades misioneras del movimiento Karramiyya establecido en la región en los siglos X-XI. Su conversión imperfecta es visible por el hecho de que, si bien la gente de Gaur tenía nombres musulmanes, llevaban la vida de paganos. Muhammad b. Suri, que había reconocido a Sabuktigin como su soberano, retuvo el tributo después de su muerte, comenzó a saquear caravanas y acosó a los súbditos del sultán Mahmud. Rawżat aṣ-ṣafāʾ lo llamó pagano, al-Utbi declaró que era hindú.
En 1011, Mahmud envió una expedición para conquistar Gaur bajo Altuntash, gobernador de Herat, y Arslan Hajib, gobernador de Tus. Muhammad b. Suri, el rey, se colocó en colinas y barrancos inaccesibles. Sin embargo, los gúridas fueron derrotados y Suri fue capturado junto con su hijo Shith. Abu Ali, que se había mantenido en buenos términos con el sultán, fue nombrado gobernante de Gaur por él. Las tierras al este de Gaur quedaron bajo el control gaznávida. En 1015, Mahmud atacó el distrito suroeste de Khwabin en Gaur y capturó algunos fuertes.
En 1020, el hijo de Mahmud, Ma'sud, fue enviado a tomar la parte noroeste de Gaur llamada Tab. Fue ayudado por Abul Hasan Khalaf y Shirwan, jefes de las regiones suroeste y noreste respectivamente. Capturó muchos fuertes, trayendo a todo Gaur excepto tal vez el interior inaccesible bajo el control gaznávida. También capturó la fortaleza del cacique Warmesh-Pat de Jurwas, imponiendo un tributo de armas. Minhaj al-Siraj Juzjani elogia a Abu Ali por establecer firmemente instituciones islámicas en Gaur. Sin embargo, se desconoce el progreso del Islam en esta región dividida después de su muerte.
Gaur siguió siendo un enclave pagano hasta el siglo XI. Mahmud, que lo asaltó, dejó los preceptos musulmanes para enseñar el Islam a la población local. La región se convirtió en musulmana en el siglo XII, aunque el historiador Satish Chandra afirma que se cree que el budismo Mahayana existió hasta finales de siglo. Ni Mahmud ni Ma'sud conquistaron el interior. Habib y Nizami dicen que los gúridas fueron gradualmente convertidos por propagandistas de nuevos movimientos místicos. Los Shansabani lograron establecer su antigüedad, si no su unificación. En la época del sultán Bahram, Gaur se convirtió y se unificó políticamente. Según Minhaj, tanto Ghiyasuddin como Mu'izzuddineran Karamis quienes más tarde se convirtieron al islam Shafi'i y Hanafi respectivamente. El Tarikh-i guzida sin embargo dice la Ghorids sólo había convertido al islam por Mahmud.

## Conversión del pueblo pastún-afgano
El nombre Afganistán fue utilizado por primera vez en un sentido político por Saifi Herawi en el siglo XIV. Incluso se utilizó durante el apogeo del Imperio durrani. Solo después de que se fijó la línea Durand, su uso moderno para la tierra entre ella y el río Oxus se volvió habitual. Las personas que fueron principalmente responsables de establecer el reino afgano se conocen como pashtún. El nombre pastún (o Pakthun) es el nombre original y más antiguo.
La geografía persa del siglo X, Hudud al-'Alam, es la primera mención conocida de los afganos. En Discourse on the Country of Hindistan and its Towns, afirma que, "Saúl, un pueblo agradable en una montaña. En él viven afganos". Ibn Battuta describió que Saul estaba situado entre Gardez y Husaynan a lo largo de una ruta comercial común, se desconoce la ubicación exacta de Husaynan. Akhund Darweza afirma que su patria original fue Qandahar, de donde emigraron en el siglo XI a petición de Mahmud de Ghazni de ayudarlo en sus conquistas. La tradición afgana considera a "Kase Ghar" en el rango de Sulayman como la patria. Hudud al-'Alam también menciona que el rey de Ninhar (Nangarhar) tenía muchas esposas, incluidas "musulmanas, afganas e hindúes".
Las tradiciones pastún hablan de islamización durante la época de Mahoma a través de Khalid ibn Walid. Se dice que Qais Abdur Rashid, el presunto antepasado de los afganos, encabezó una delegación a La Meca desde Ghor después de ser convocado por Khalid b. Walid y se convirtió al islam al mismo tiempo que se distingue en el servicio del profeta. Adoptando el nombre de Abdul Rashid, tres hijos, Saraban, Ghurghust, Karlani y un Karlanri expósito vinculado a Saban, son los progenitores de las principales divisiones afganas.
Ni'matullah 's Makhzan-i-Afghani traza su historia a un israelita llamado Afghana que construyó la mezquita de al-Aqsa. Según la época del rey Suleiman, una figura llamada Bokhtnasser fue responsable de "llevarse a los israelitas, a quienes estableció en los distritos montañosos de Ghor, Ghazneen, Kabul, Candahar, Koh Firozeh y las partes que se encuentran dentro de la quinta y sexta". climas; donde ellos, especialmente los descendientes de Asif y Afghana, fijaron sus habitaciones, aumentando continuamente en número y haciendo incesantemente la guerra a los infieles que los rodeaban ". Qaisviajó a Medina para recibir las bendiciones de Mahoma y luchó contra los mecanos. El propio Mahoma confirió el título de pastún a Qais y su pueblo. Regresaron a Ghor para difundir el Islam y juraron lealtad a Mahmud. Según Ni'matullah, el gobernante Ghurid Mu'izz al-Din había iniciado su migración hacia el este en el actual noroeste de Pakistán, en el curso de sus campañas militares.
Los árabes, en guerra con Kabul Shah, habían dirigido sus campañas en dirección a Gandhara. En la época de Muawiya, la gobernación de Sistán se separó de Jorasán y el gobernador se ocupaba de la región y controlaba Kabul Shah. Ahmed Hassan Dani considera que las actividades árabes pueden haber llevado a la conversión de Aghans también, y puede haber sido al por mayor debido a su naturaleza tribal, es decir, todas las tribus afganas adoptaron el Islam a la vez.
Citando a Matla-al-Anwar, Ferishta afirma que un hombre llamado Khalid, hijo de Abdullah, que algunos afirman ser descendiente de Khalid bin Walid o Abu Jahl, fue durante algún tiempo gobernador de Herat, Ghor, Gharjistan y Kabul. Después de ser relevado del cargo, se instaló en Koh Sulaiman, siendo los Lodis y Suris descendientes de su hija que se casó con una afgana convertida. Solo él continúa con la historia afgana después de esto. Afirma que el rey hindú Shahi les dio algunas aldeas en Lagmán a cambio de protegerse contra los árabes. Agrega que después de no poder resistir las incursiones de Sabuktigin, Jaipala nombró al afganoShiekh Hamid Lodhi a un Amirato, pero Lodhi fue removido después de que Sabuktigin se convirtió en supremo en Ghazni. Ferishta habla de los afganos aquí como musulmanes.
Al-Utbi en Tarikh-i-Yamini afirma que los afganos fueron reclutados por Sabuktigin y también Mahmud. Durante este período, el hábitat afgano estaba en las montañas Sulaiman. Después de derrotar a Jayapala en 988 d. C., Sabuktigin había adquirido el territorio entre Lagmán y Peshawar. Al-Utbi afirma que los afganos y los khaljis, que vivían allí como nómadas, le prestaron juramento de lealtad y fueron reclutados en su ejército. Iqtidar Husain Siddiqui citando una traducción persa del siglo XIII, afirma que menciona que los "afganos" eran paganos dados a la rapiña y la rapacidad, fueron derrotados y convertidos al islam.
Escribiendo en el siglo XI d. C., Al-Biruni en su Tarikh al Hind, declaró que las tribus afganas vivían en las montañas al oeste de la India. Señala: "En las montañas de la frontera occidental de la India viven varias tribus de afganos y se extienden hasta los alrededores del valle de Sindu ". Anteriormente también señaló sobre las montañas: "Al marchar desde nuestro país a Sind partimos del país de Nimroz, es decir, el país de Sijistán, mientras marchamos hacia Hind o India propiamente dicha, partimos del lado de Kabul... En las montañas que forman la frontera de la India hacia el oeste hay tribus de hindúes, o de gente cercana a ellos - razas salvajes rebeldes - que se extienden hasta las fronteras más lejanas de la raza hindú ".
Mahmud había ido a la guerra contra los paganos afganos mientras hacía campaña en las montañas de Sulayman. Firishta afirma que los afganos lucharon en ambos bandos durante la guerra entre Mu'izz al-Din y Pithorai en 1192 dC, que la Enciclopedia del Islam dice que probablemente indica que no estaban completamente convertidos.
En 1519, Babur montó un ataque contra el fuerte de Bajaur y envió a un afgano Dilazak como embajador ante el Gibri Sultan de Bajaur, Mir Haidar 'Ali, para que se rindiera y entrara en sus servicios. Gibri, un idioma Dardic de Bajaur, también fue hablado por la familia real y la nobleza del Valle de Swat. El Gibris decidió resistir y las fuerzas de Babur lo asaltaron en dos días. Ordenó una masacre general de sus habitantes con el pretexto de que se habían rebelado contra el régimen de Kabul y eran infieles que habían abandonado el Islam.
Se cree que la migración hacia el oeste de pastunes desde las montañas Sulaiman a Qandahar y Herat comenzó en el siglo XV. En el siglo XVI, el área alrededor de Qandahar formó una manzana de la discordia entre los ghiljis y los abdalis. Los últimos se rindieron y emigraron a Herat durante el reinado de safávida Shah Abbas I. Su migración desplazó o subyugó a las poblaciones indígenas, especialmente a los tayikos, que también eran la población dominante en Kabul, Nangarhar y Lagmán en el este de Afganistán. Antes del advenimiento de los ghiljis de la división Ahmadzai a finales del siglo XVI, el río Logartambién era un bastión tayiko. Los pastunes desplazados también los originales kafirs y personas Pashayi en Kunar valle y el valle de Lagmán, situado al sur de Kabul, en el este de Afganistán, a las montañas estériles. Las regiones al sur y al este de Ghazni fueron bastión de Hazaras antes del siglo XVI. También perdieron a Wardak ante la tribu del mismo nombre cuando esta última invadió en el siglo XVII. En Qandahar, los farsiwanis, hazaras, kakars y baluchis fueron subyugados.

## Conquistas de Kafiristán

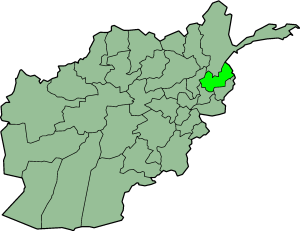
La provincia de Nuristán, renombrada como Kafiristán en 1896.

Kafiristán es una región montañosa del Hindu Kush que estuvo aislada y políticamente independiente hasta la conquista afgana de 1896. Antes de su conversión al islam, los nuristanis o kafir practicaban una forma de hinduismo antiguo infundido con acreciones desarrolladas localmente.
Kafiristán propiamente dicho de oeste a este comprende las cuencas de Alishang, Alingar, Pech o Prasun, Waigal y Bashgal. La región se convirtió en un refugio de un antiguo grupo de indoeuropeos probablemente mezclado con un sustrato más antiguo, así como en un refugio de un grupo distinto de Kafiri de lenguas indo-iraníes, que formaban parte de las lenguas dardas más amplias. Los habitantes eran conocidos como " kafirs " debido a su paganismo perdurable, mientras que otras regiones a su alrededor se volvieron musulmanas. Sin embargo, también se ha sugerido la influencia de los nombres de distrito en Kafiristán de Katwar o Kator y el nombre étnico Kati. Los Kafirs se dividieron en Siyah-Posh, que comprende cinco sub-tribus que hablaban el idioma Kamkata-vari, mientras que las otras se llamaban Safed-Posh y comprenden Prasungeli, Waigeli, Wamai y Ashkun.
Los Kafirs se llamaban a sí mismos "Balor", un término que apareció en fuentes chinas ya en el siglo V d. C. Tanto las fuentes chinas como las fuentes musulmanas como el trabajo del siglo XVI del conquistador de Cachemira Mirza Muhammad Haidar Dughlat, los términos "Bolor" y "Boloristan "denota el área desde el valle de Kabul hasta Cachemira, Yarkand y Kashgar. El país es la parte más inaccesible del Hindu Kush. Los conquistadores musulmanes no pudieron lograr un éxito duradero aquí.
La vasta área que se extiende desde el moderno Nuristán hasta Cachemira (llamado "Peristán" por AM Cacopardo) contiene una gran cantidad de culturas "Kafir" y lenguas indoeuropeas que se islamizaron durante un largo período. Anteriormente, estaba rodeado de áreas budistas. La islamización de la cercana Badajshán comenzó en el siglo VIII y Peristán estuvo completamente rodeado de estados musulmanes en el siglo XVI con la islamización de Baltistán. Los estados budistas introdujeron temporalmente la alfabetización y el gobierno estatal en la región. El declive del budismo resultó en un gran aislamiento.
Ha habido diversas teorías sobre los orígenes de los Kafirs. Las tradiciones orales de algunos nuristaníes se sitúan en la confluencia de Kabul y el río Kunar hace un milenio, siendo expulsados de Kandahar a Kabul a Kapisa a Kama con la invasión musulmana. Se identifican como llegadas tardías aquí, siendo impulsados por Mahmud de Ghazni, quien después de establecer su imperio obligó a la población no sumisa a huir. George Scott Robertsonlos consideró parte de la antigua población india del este de Afganistán y afirmó que huyeron a las montañas mientras se negaban a convertirse al islam después de la invasión musulmana en el siglo X. El nombre Kator fue utilizado por Lagaturman, último rey del turco Shahi. El título "Shah Kator" fue asumido por el gobernante de Chitral, Mohtaram Shah, quien lo asumió al quedar impresionado por la majestad de los antiguos gobernantes paganos de Chitral. La teoría de que Kators está relacionado con Turki Shahis se basa en la información de Jamiut-Tawarikh y Tarikh-i-Binakiti. La región también recibió el nombre de su élite gobernante. El uso real puede ser el origen del nombre de Kator.

### Mahmud de Gazni
En 1020-21, el sultán Mahmud de Gazni dirigió una campaña contra Kafiristán y la gente de los "agradables valles de Nur y Qirat" según Gardizi. Las crónicas persas hablan de Qirat y Nur (o Nardin) que HM Elliot, bajo la autoridad de Al-Biruni, identifica con los afluentes Nur y Kira del río Kabul. Ferishta llama erróneamente a estos dos valles como "Nardin" y Qirat y confunde esta conquista con la contra "Nardin" o Nandana. También menciona erróneamente que tuvo lugar después del 412 d. H. Alexander Cunningham identifica los lugares conquistados como " Bairath " y "Narayanpura".
Esta gente adoraba al león. Si bien Clifford Edmund Bosworth considera que Mahmud atacó a los " afganos paganos ", Joseph Theodore Arlinghaus de la Universidad de Duke no lo considera correcto porque su fuente Gardezi simplemente los llama "paganos (kafiran)" y no "afganos paganos", ya que no se sabía que fueran paganos o vivieran en las fronteras de Nuristán en el siglo XI. Sin embargo, Mohammad Habib considera que podrían haber estado adorando a Buda en forma de león (Sakya Sinha). Ramesh Chandra Majumdar afirma que tenían un templo hindú que fue destruido por el general de Mahmud. Ram Sharan Sharma afirma que pueden haber sido budistas. Cunningham afirma basándose en el informe de Ferishta que el lugar fue saqueado por 'Amir Ali después de haber sido tomado.
Según Gardezi, mientras regresaba de la invasión de la India, había oído hablar de ellos y el jefe de Qirat se rindió sin ninguna lucha y aceptó convertirse, y los habitantes también se convirtieron. Nur, sin embargo, se negó a rendirse y su general 'Amir Ali dirigió un ataque y obligó a su gente a convertirse. Según Firshta, los gobernantes de ambos se sometieron y aceptaron el Islam en 1022. Agrega: "Al romper un gran templo situado allí, salió de él la figura ornamentada de un león, que según el La creencia de los hindúes tenía cuatro mil años ".
Sin embargo, no se intentó ninguna conquista permanente. Iqbal namah-i-Jahangiri declaró que Kafir todavía vivía en Darrah-i-Nur Sultan Mahmud de Ghazni afirmó haberse convertido. El emperador mogol Jahangir había recibido una delegación de estos Kafirs puros en Jalalabad y los había honrado con regalos.

### Timúridas

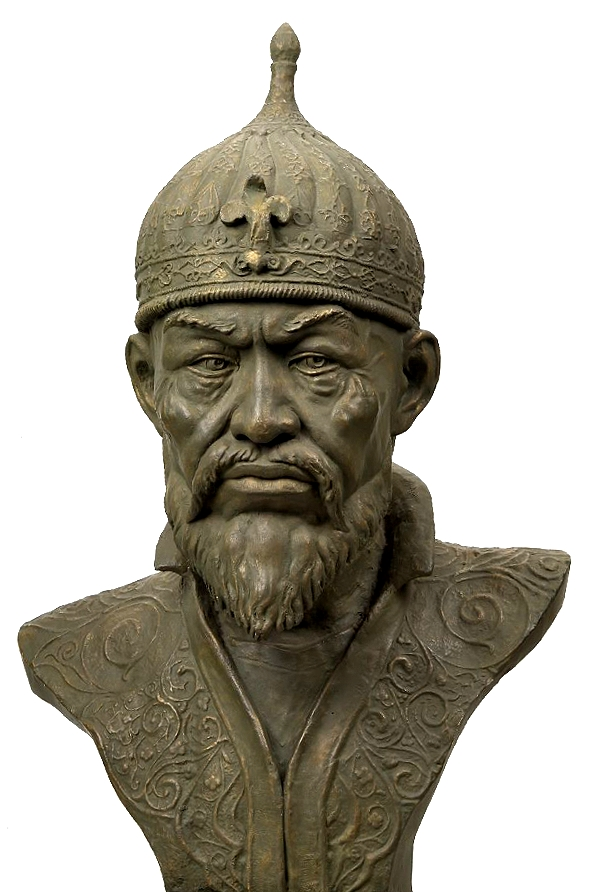
Reconstrucción facial de Timur a partir de su cráneo.

Las campañas de Timur se describen en el Zafarnama de Sharaf ad-Din Ali Yazdi, basado en otra obra. De camino a la India, Timur atacó Siyah-Posh en 1398 después de recibir quejas de la ciudad comercial de Andarab causadas por incursiones de kafirs. Timur penetró la región desde el paso de Khawak y restauró una antigua fortaleza allí. Posteriormente procedió personalmente contra los Kator, la principal tribu nuristaní de la rama Siah-Posh y cuyas tierras se extendían desde Kabul hasta Cachemira.
Timur envió un destacamento de 10.000 soldados contra los  siyah-Poshas bajo el mando de Burhan Aglan y destruyó el fuerte de Kator que los kafires habían abandonado, quemando las casas de la ciudad. Los infieles se refugiaron en la cima de una colina y muchos murieron en el enfrentamiento que siguió. Algunos resistieron durante tres días pero aceptaron convertirse después de que Timur les ofreciera la posibilidad de elegir entre la muerte y el Islam. Sin embargo, pronto apostataron y tendieron una emboscada a los soldados musulmanes durante la noche. Sin embargo, fueron repelidos y varios de los kafir fueron asesinados mientras que 150 fueron hechos prisioneros y luego ejecutados. Timur ordenó a sus hombres "matar a todos los hombres, hacer prisioneros a mujeres y niños y saquear y devastar todas sus propiedades". Sus soldados llevaron a cabo la orden y él les ordenó que construyeran una torre de cráneos de los kafirs muertos.
Timur hizo grabar su expedición en una colina vecina en el mes de Ramadán. Sin embargo, el destacamento enviado contra los siyah-poshas se encontró con el desastre con Aglan siendo derrotado y huyendo. Un pequeño destacamento de 400 hombres al mando de Muhammad Azad fue enviado y derrotó a los lafir, recuperando los caballos y la armadura que Aglan perdió. Timur más tarde capturó algunos lugares más, aunque no se dice nada más, presumiblemente dejó a los Siyah-poshas solos. Procedió a exterminar a las tribus afganas rebeldes y cruzó el río Indo en septiembre de 1398.
De acuerdo al Baburnama, el sultán timúrida Mahmud Mirza atacó Kafiristán dos veces, lo que le valió el título de ghazi.

### Kanato de Yarkand
Mirza Muhammad Haidar Dughlat invadió Balor bajo las órdenes del sultán Said Khan en 1527-1528 d. C. y estuvo acompañado por el hijo mayor de Khan, Rashid Khan. La expedición fue una incursión fronteriza islámica o ghaza. Dughlat llevó a cabo incursiones de saqueo muy devastadoras en Bolor.
Rashid Khan (r. 1533-1569) emprendió más expediciones contra Bolor (Kafiristán) que están registradas por Tarikh-i-Kashgar y Bahr al-asar de Mahmud b. Amir Wali. El autor de Kashgari lo menciona brevemente, aunque Wali entra en detalles. La primera campaña fracasó con varios Kashgari capturados y esclavizados por la gente de Bolor. Una segunda invasión tuvo éxito y los obligó a someterse. Tarikh-i-Kashgar afirma que Bolor fue gobernado por Shah Babur después de la exitosa campaña de Abdullah Khan en 1640.

### Mogoles
El fundador del imperio mogol, Babur, llegó a la región en el invierno de 1507-1508 e hizo esculpir una inscripción en conmemoración de su tránsito. Mientras huía a la India para refugiarse en las zonas fronterizas afgano-indias después de que Shaybani Khan atacara Qandahar, que Babur había conquistado recientemente, marchó de Kabul a Lagmán en septiembre de 1507. Finalmente llegó al fuerte de Adinapur en el distrito de Nangarjar. Comenta que sus hombres tuvieron que buscar comida y asaltaron los campos de arroz de los kafirs en el distrito de Alishang.
Babur escribe en sus memorias que cuando capturó Chigha Sarai en 1514, los "kafirs de Pech acudieron en su ayuda". Menciona algunos nīmčas musulmanes o mestizos, probablemente kafirs convertidos, que se casaron con los kafirs y vivían en Chigha Sarai, ubicado en la confluencia del río Kunar y el río Pech. En 1520, menciona el envío de Haidar Alamdar a los kafirs, que regresó ante el emperador en Bandpakht junto con algunos jefes kafir que obsequiaron a Babur algunos odres de vino.
La relación entre los Siahposh y los habitantes de Panjshir y Andarab se había mantenido igual pese a haber pasado más de un siglo después de la expedición de Timur. Babur registra sobre Panjshir que: "Se encuentra en la carretera, y está en las inmediaciones de Kafiristán. Las incursiones de los ladrones de Kafiristán se hacen a través de Panjshir. Como consecuencia de su proximidad a los kafir, los habitantes de este distrito están felices con pagarles una contribución fija. Desde la última vez que invadí Indostán y lo sometí (en 1527), los kafirs han descendido a Panjshir y han regresado después de matar a un gran número de personas y de causar grandes daños".
Según el Tabakat-i-Akbari, el emperador mogol Akbar envió a su hermano menor Mirza Muhammad Hakim, quien era un firme partidario de la orden sufí naqshbandi de mentalidad misionera, contra los infieles de Katwar en 1582. Hakim fue un gobernador semiindependiente de Kabul. El Sifat-nama-yi Darviš Muhammad Hān-i Ğāzī del Kadi Muhammad Salim que acompañó a la expedición menciona sus detalles. El Sifat-nama le da a Muhammad Hakim el epíteto de Darviš Khan Gazi.
La campaña religiosa de Muhammad Darvish se abrió camino desde Lamghan hasta Alishang, y se dice que conquistó y convirtió 66 valles al islam. Después de conquistar los valles de Tajau y Nijrau en el área de Panjshir, establecieron un fuerte en Islamabad en la confluencia de los ríos Alishang y Alingar. Continuaron la incursión hasta Alishang e hicieron su último esfuerzo contra los no musulmanes de Alingar, luchando hasta Mangu, la frontera moderna entre las áreas pashai y askunu.
La conquista no parece haber tenido un efecto duradero, ya que Henry George Raverty menciona que los kafirs todavía vivían en el siglo XIX en el curso alto de los ríos Alishang y Tagau. Khulasat al-ansab de Hafiz Rahmat Khan declaró que los afganos y los kafires de Lamghan todavía estaban luchando entre sí durante la época de Jahangir.

### Subyugación Final

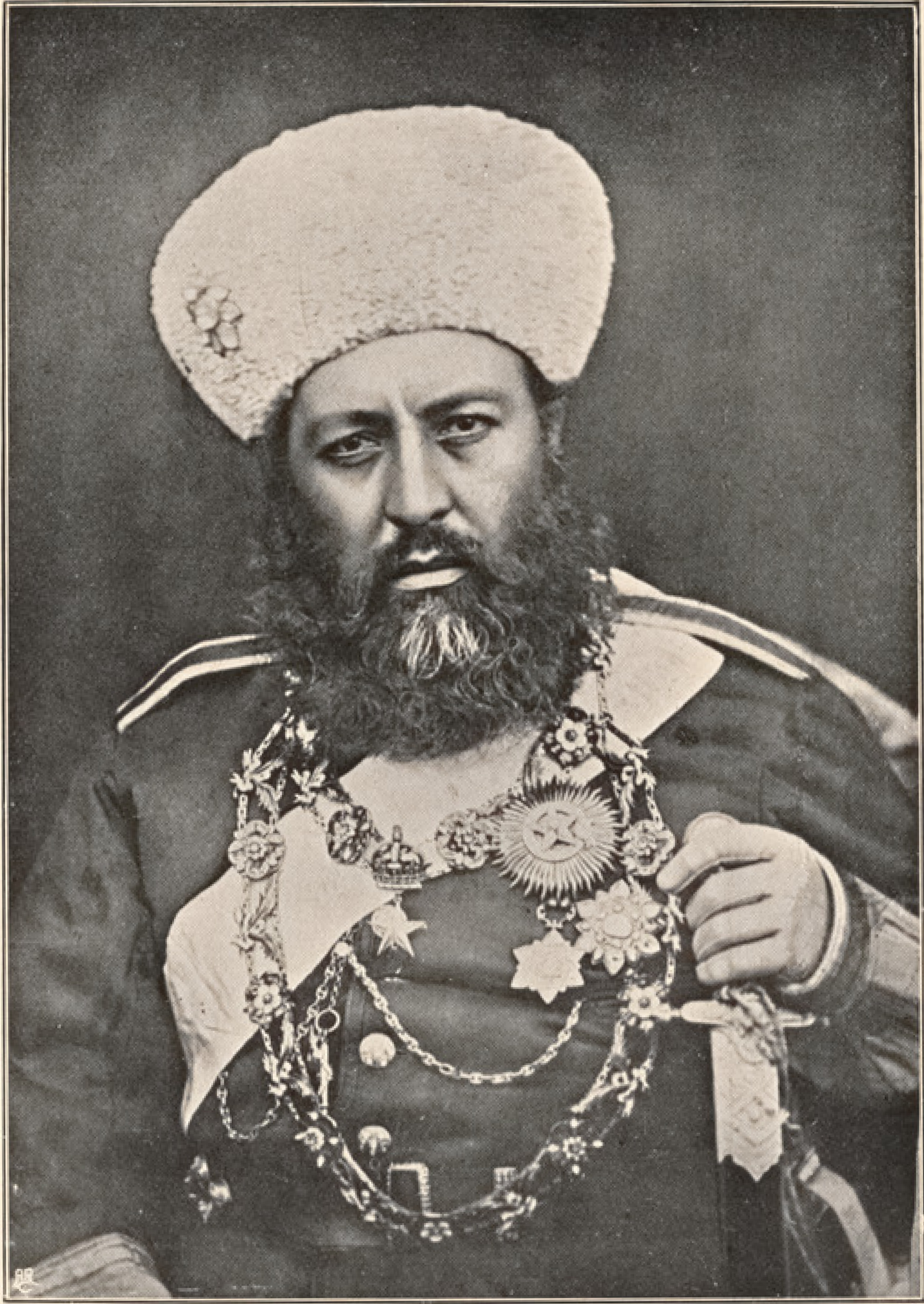
Fotografía del emir de Afganistán Abdur Rahman Khan en el año 1907.

Bajo el emir de Afganistán Sher Ali Khan, Afganistán se dividió en las provincias (wilayatos) de Kabul, Kandahar, Herat y el Turquestán afgano. Más tarde, Uruzgán y Kafiristán se incorporaron a Kabul. Algunas partes de Kafiristán ya seguían al islam antes de su conquista. Su sucesor, el emir Abdur Rahman Khan trató de persuadirlos para que se convirtieran al islam sustituyendo a los ancianos de Kafir. Los kafir estaban mal armados en comparación con los afganos y contaban sólo con 60.000. En 1895, la demarcación de fronteras con la India británica, que dejó la cercana Chitral bajo dominio británico indirecto, y la conquista de Pamir por Rusia acrecentaron la preocupación de una integración de Afganistán en los imperios vecinos a través del Kafiristán aún independiente. Mientras tanto, las tribus afganas llevaron a cabo incursiones para obtener esclavos en lugares como Kafiristán, Hazarajat, Badajshán y Chitral.
El territorio entre Afganistán y la India británica se demarcó entre 1894 y 1896. Parte de la frontera que se extiende entre Nawa Kotal en las afueras del país de Mohmand y el valle de Bashgal en las afueras de Kafiristán fue demarcada en 1895 con un acuerdo alcanzado el 9 de abril de 1895. Abdur Rahman quería forzar a cada comunidad y confederación tribal con su interpretación del Islam como único factor de unión. Después de la subyugación de los hazaras, Kafiristán era la última parte autónoma que quedaba. El mariscal de campo Ghulam Hayder Khan envió un mensaje a los kafir de Barikut en el que decía: "No es deber del gobierno obligarlos, forzarles o imponerles que acepten o sigan el camino de la religión del Islam. La obligación que existe es esta: que presten obediencia y paguen sus impuestos mientras que no desobedezcan sus órdenes, no van a incinerar a sí mismos con el fuego de la ira del padishah. Además no deben bloquear la construcción de la carretera [que fue planeado a través de su territorio] ".
Las fuerzas del emir Abdur Rahman Khan invadieron Kafiristán en el invierno de 1895-1896 y lo capturaron en 40 días según su autobiografía. Las columnas lo invadieron desde el oeste a través del valle de Panjshir hasta Kullum, el mayor fuerte de la región. Las columnas del norte pasaron por Badajshán y las del este por Asmar. Una pequeña columna también vino del suroeste a través de Lagmán. Los kafir se convirtieron por la fuerza al islam y se reasentaron en Lagmán mientras la región era ocupada por soldados veteranos y otros afganos. Kafiristán pasó a llamarse Nuristán. Otros residentes también se convirtieron para evitar la yizia.
Su victoria se celebró con la publicación de un poema en 1896 o 1897 y Faiz Mohammad Katib Hazara le dio el título de "destructor de ídolos". Aproximadamente 60.000 de los kafir se convirtieron en conversos. Los mulás fueron desplegados después de la conquista para enseñarles los fundamentos del Islam. Sin embargo, la conversión a gran escala resultó difícil y la islamización completa llevó algún tiempo. Se sabe que los ancianos de Kafir ofrecieron sacrificios en sus santuarios ante los rumores de la muerte de Rahman en 1901. Después de la conquista se construyeron tres carreteras principales que conectan Badajsán con Kunar y Lamghan (Chigha Sirai- Munjan, Asmar -Badajshán y Munjan-Lagmán).